# 千葉大学
千葉大学（ちばだいがく、英語: Chiba University）は、千葉県千葉市稲毛区弥生町1番33号に本部を置く日本の国立大学。1872年創立、1949年大学設置。大学の略称は千葉大（）。旧制官立千葉医科大学の流れを汲む、旧官立大学の一つである。

## 概観

### 大学全体
千葉大学は、1949年（昭和24年）に千葉医科大学・同附属医学専門部・同附属薬学専門部、千葉師範学校、千葉青年師範学校、東京工業専門学校、千葉農業専門学校を包括して新制の国立大学として発足した。国立大学法人法により、2004年度には国立大学法人千葉大学となる。

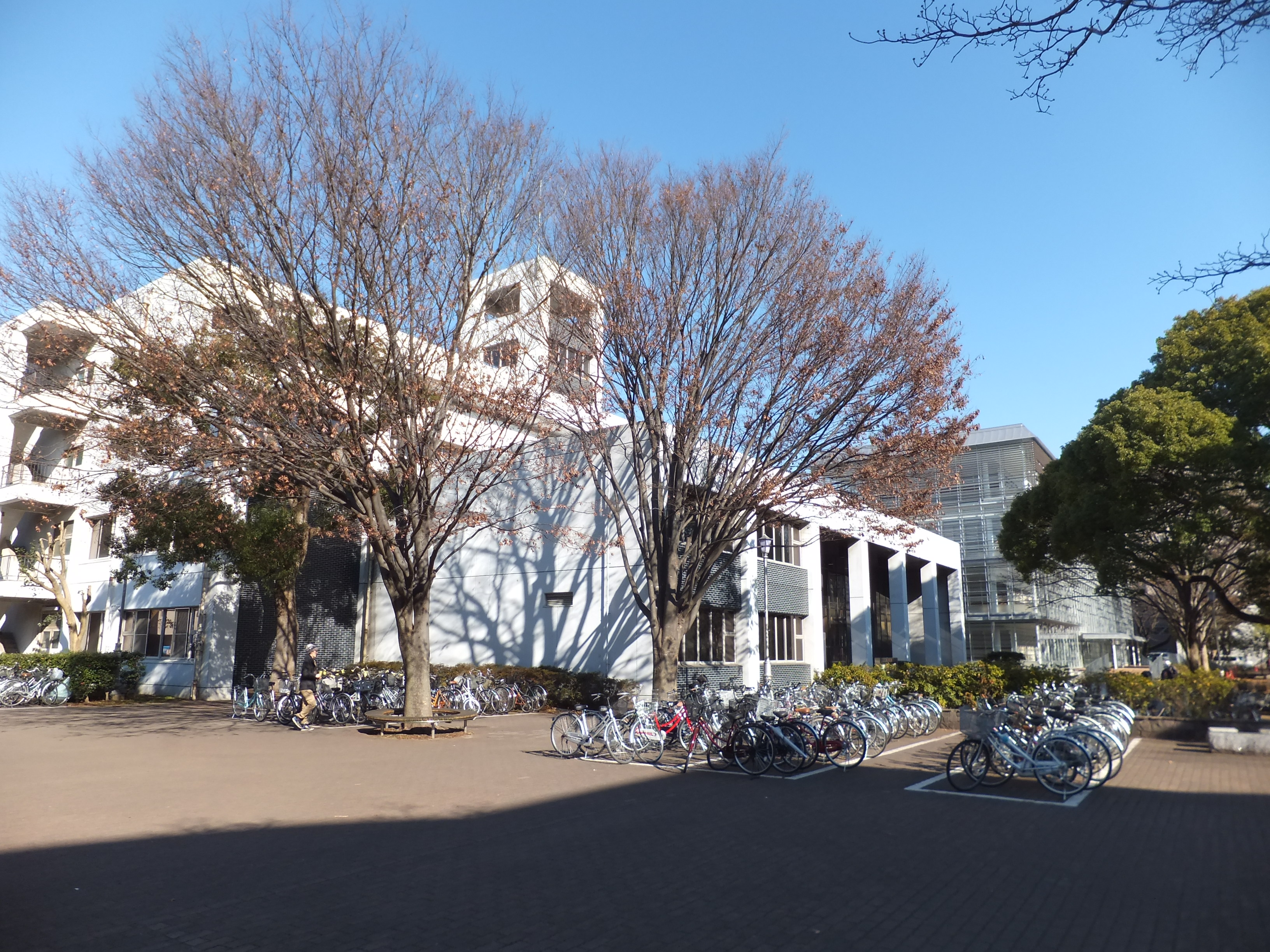
西千葉キャンパスのシンボルの一つである附属図書館本館（K棟）の「やよいの鐘」

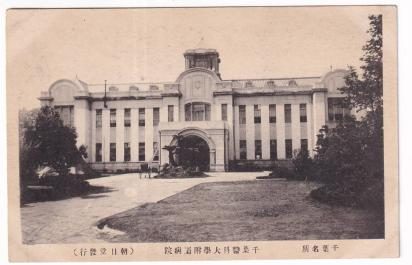
旧制千葉医科大学旧付属病院

新制国立大学として発足した当時は、5学部（医学部、園芸学部、学芸学部、工芸学部、薬学部）から成り立っていた。その後に学部研究科の拡充改組を重ね、現在は11学部（国際教養学部、文学部、教育学部、法政経学部、理学部、医学部、薬学部、看護学部、工学部、園芸学部、情報・データサイエンス学部）、大学院（教育学研究科、理学研究科、看護学研究科、工学研究科、園芸学研究科、融合科学研究科、人文社会科学研究科、医学薬学府、情報・データサイエンス学府、専門法務研究科<法科大学院>、自然科学系研究科アソシエーション）によって構成されるに至る。
学部学生数10,381名、大学院生数3,300名、計13,681名（2021年5月1日時点）。
国立大学法人化をきっかけに2005年10月11日、千葉大学憲章（理念と目標）と行動規範が制定された。「つねに、より高きものを目指して」を理念としている。

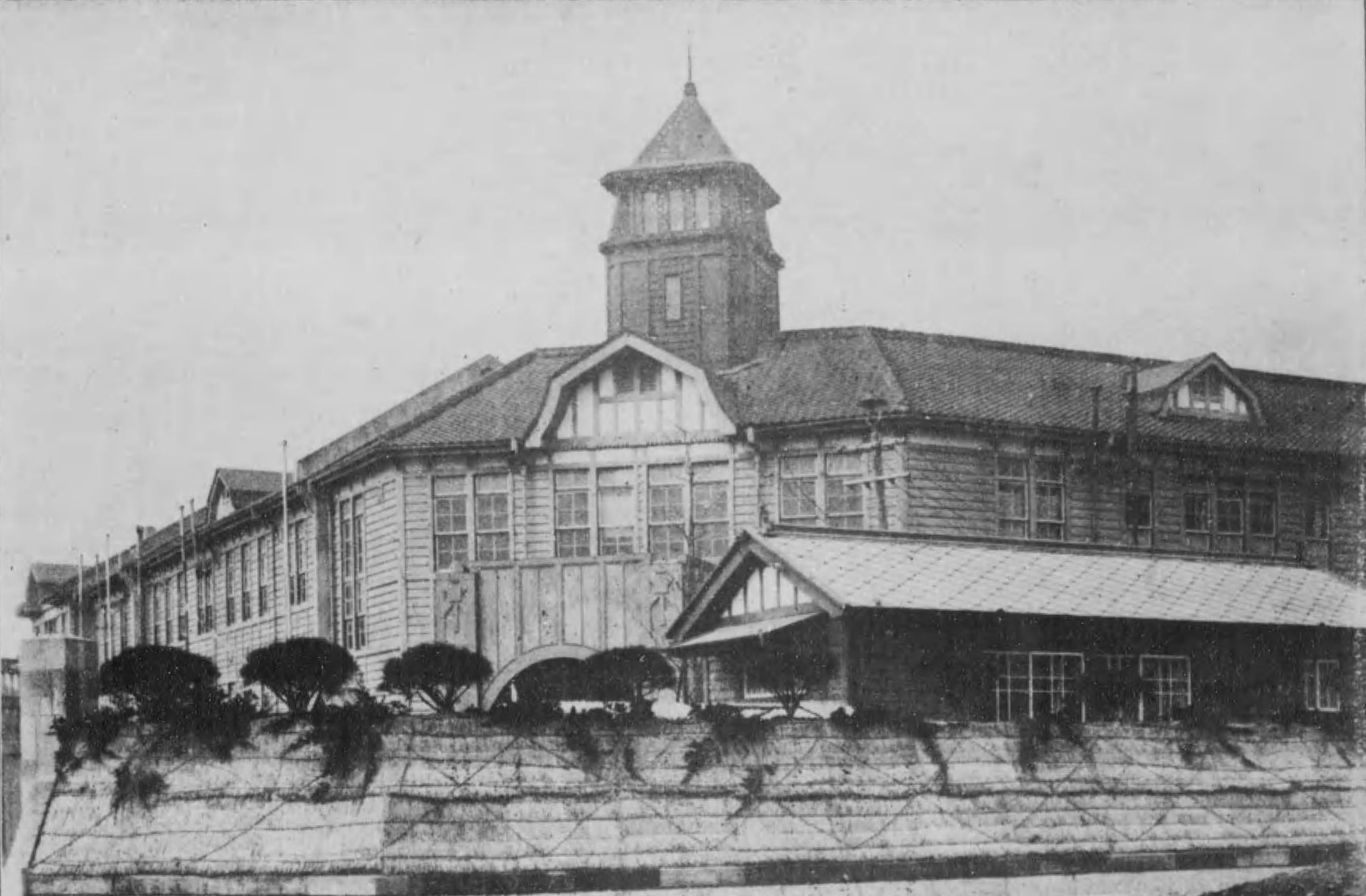
千葉大学工学部の前身、東京高等工芸学校本館

### 学風および特色
前身となった学校に個性的なものが多かったこともあり、それを引き継ぐ形で国立大学としては独自色の強い学部・学科が多い、首都圏の総合大学である。国際教養学部、法政経学部、園芸学部、看護学部は国立大学で唯一設置されている。
一方で各学部や大学院研究科、附属機関が持つ資料や研究成果を電子データ化して、教育などに活用する「デジタル・スカラシップ」構想を進めている。その中心として千葉大学アカデミック・リンク・センターを設け、活動の一環として古文献や写真などを学外にも開放する「千葉大学学術リソースコレクション」 (c-arc) を2018年に稼働させた。
全国の国公立大学の中では志願者数が多く、2021年時点で６年連続で志願者数１位となっている。
| 西暦       | 16 | 17 | 18 | 19 | 20 | 21     | 22     | 23     | 24     |
| ---------- | -- | -- | -- | -- | -- | ------ | ------ | ------ | ------ |
| 順位(位)   | 1  | 1  | 1  | 1  | 1  | 1      | 2      | 2      | 2      |
| 人数（人） |    |    |    |    |    | 11,565 | 10,631 | 10,507 | 10,803 |

#### 飛び入学
特徴的な入試制度を実施している。1998年には飛び入学制度を日本の大学で初めて開始、また「理数大好き学生選抜」も導入している。飛び入学制度は全国の国公立大学で初となる、2014年9月より、高校3年生が9月から入学できる「秋飛び入学」を全国の国立大学で初めて開始した。本学においては飛び入学制度を「先進科学プログラム」と称しており、【1】物理学関連分野 （理・物理学科）、【2】化学関連分野（理・化学科）、【3】生物学関連分野（理・生物学科）、【4】光学関連分野（工・総合工学科）、【5】植物生命科学関連分野（園芸・応用生命科学科）、【6】人間科学関連分野（文・人文学科・行動科学コース）、【7】情報・データサイエンス関連分野（情・情報データサイエンス学科）の7つの分野を設けている。
2014年5月2日時点で累計60名の卒業生が輩出されており、進路は研究者、技術者など様々である。
| 西暦     | 98 | 99 | 00 | 01 | 02 | 03 | 04 | 05 | 06 | 07 | 08 | 09 | 10 | 11 | 12 | 13 | 14 | 15 | 16 |
| -------- | -- | -- | -- | -- | -- | -- | -- | -- | -- | -- | -- | -- | -- | -- | -- | -- | -- | -- | -- |
| 志願者数 | 11 | 14 | 17 | 8  | 14 | 10 | 19 | 19 | 20 | 23 | 27 | 28 | 18 | 16 | 22 | 15 | 17 | 36 | 19 |
| 合格者数 | 3  | 3  | 3  | 4  | 2  | 3  | 8  | 7  | 9  | 6  | 7  | 5  | 6  | 2  | 2  | 4  | 5  | 5  | 2  |

#### 国際化
全学的に国際化を推進している。2010年度から2014年度までの4年連続で、協定等に基づく海外への日本人学生派遣数は全国の国公立大学で最多である。1991年、留学生センター（現・国際教育センター）が設置されたが、その起源は1960年から本学と東京外国語大学との2校で開始された日本の国立大学へ3年次編入を希望する国費留学生に向けた教育課程まで遡ることができる。
2012年4月、2021年度までに世界大学ランキング100位内、TOEIC全学平均730点などを目標として掲げる「千葉大学国際化の方針－グローバル・キャンパス・千葉大学」を制定。2012年度には、我が国のグローバル化を先導する大学として、文部科学省「大学の世界展開力強化事業」に全国17大学の内の一つとして、また文部科学省グローバル人材育成推進事業〔全学推進型〕の全国11大学の内の一つとして採択。平成26年9月26日、文部科学省のスーパーグローバル大学等事業「スーパーグローバル大学創成支援」の37大学の内の一つに採択。左記支援事業の対象に選ばれたことを受け、2015年にはタイ国立マヒドン大学（バンコク）にサテライトキャンパスを開設し、2016年にはグローバル人材を育成するための国際教養学部を設立。2025年前後を目標に、英語での授業を現在の150クラスから700クラスに、入学定員の半分である1,200人が在学中に留学、外国人留学生受け入れを現在の1,000人から3,000人に増やす数値目標なども定め、世界を代表する大学を目指している。
| 西暦         | 11  | 12  | 13  | 14  |
| ------------ | --- | --- | --- | --- |
| 学生数       | 359 | 523 | 539 | 596 |
| 国公立大順位 | 1   | 1   | 1   | 1   |

| 西暦       | 11   | 12  | 13  | 14  | 15  |
| ---------- | ---- | --- | --- | --- | --- |
| 学生数     | 1025 | 961 | 884 | 819 | 786 |
| 国公立順位 | 12   | 12  | 12  | 13  | 13  |

#### 学外からの評価
タイムズ・ハイアー・エデュケーションによる『THE世界大学ランキング 2022-2023』で、第1001-1200位（国内第21位）に位置している。2022年の「世界大学学術ランキング」では、国内14-19位、世界601-700位。2023年の「QS世界大学ランキング」2016年では、第490位、アジア131位。
| 西暦     | 13 | 14      | 15      | 16      | (略) | 22      | 23      | 24      |
| -------- | -- | ------- | ------- | ------- | ---- | ------- | ------- | ------- |
| 世界順位 |    | 301-400 | 301-400 | 301-400 |      | 601-700 | 601-700 | 601-700 |
| 国内順位 |    | 11      | 10      | 10      |      |         |         | 17      |

## 沿革

### 略歴

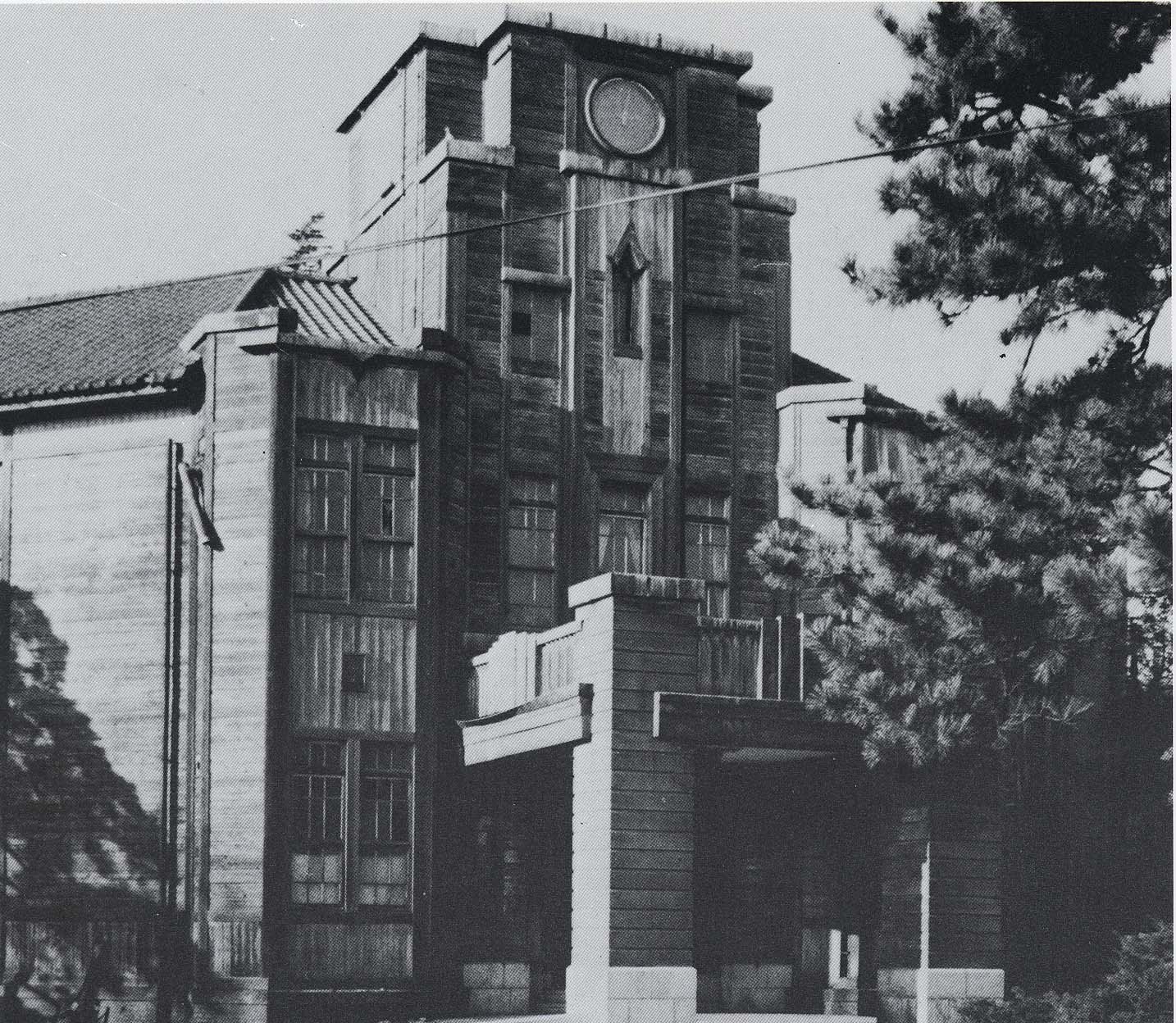
千葉医科大学本館（1945年）

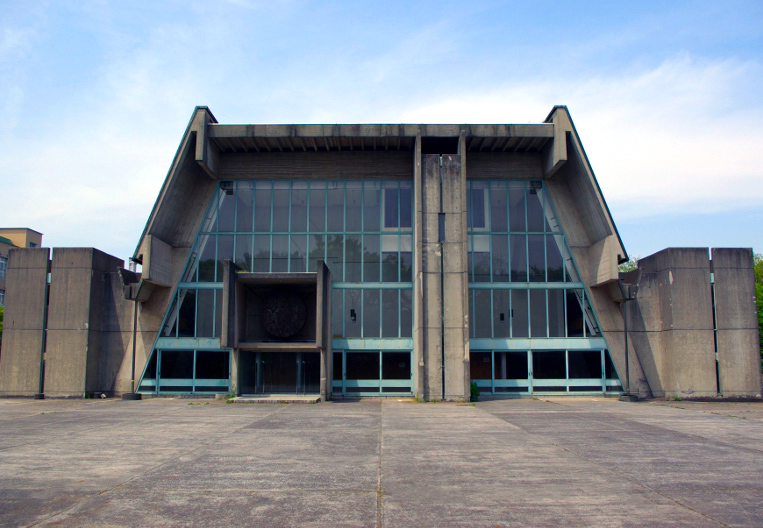
医学部記念講堂（槇文彦設計）

千葉大学はGHQによる指導の下、1949年（昭和24年）の学制改革の際に新制大学として旧制大学の千葉医科大学（医学部）を主な母体として設立された。

### 年表
- 1949年（昭和24年）

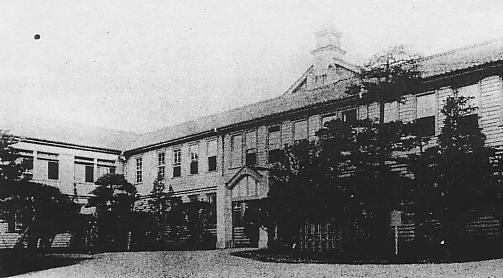
千葉師範学校（教育学部前身の一つ）

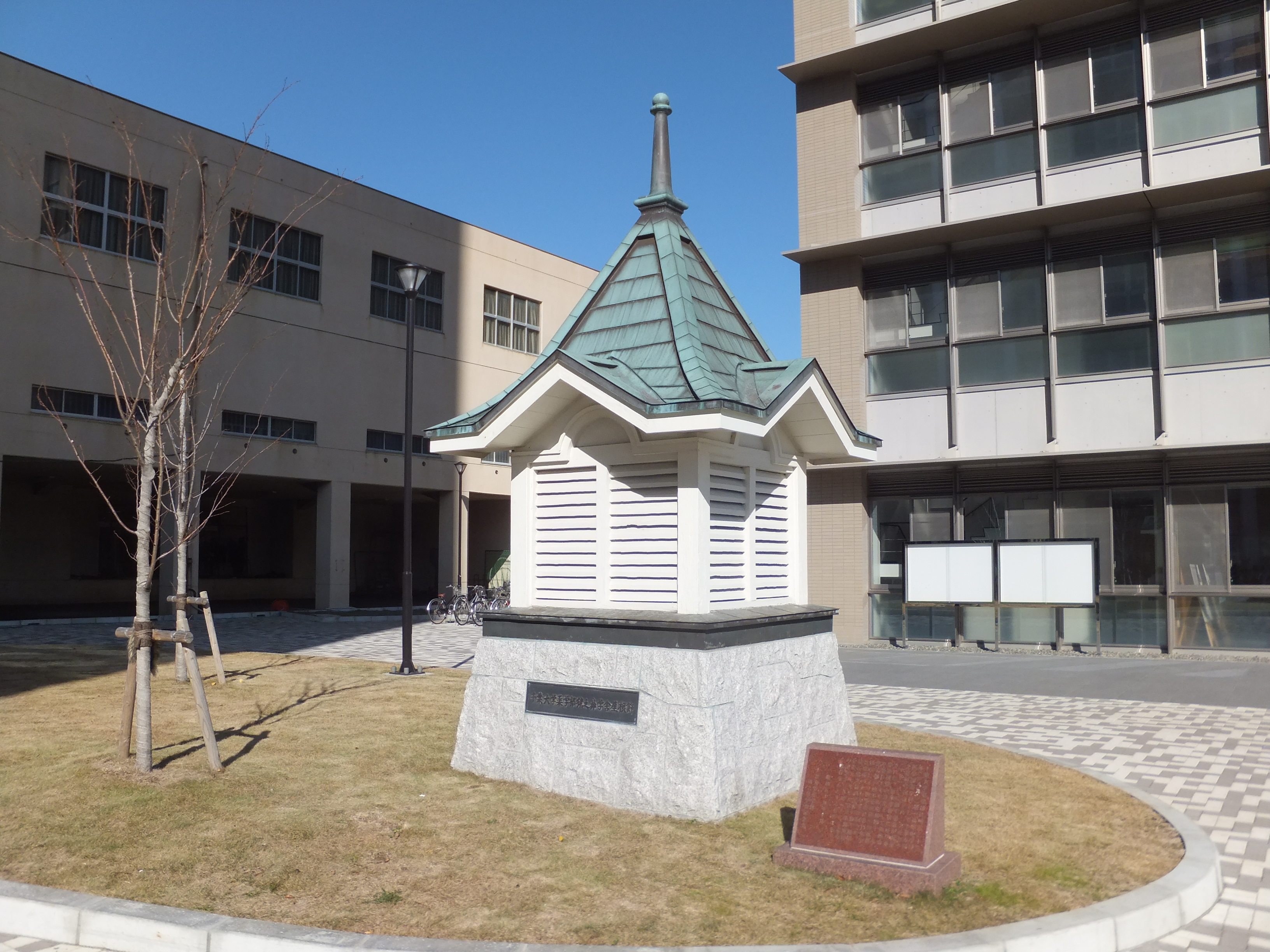
旧薬学部猪之鼻学舎屋根飾

  - 千葉医科大学・千葉医科大学附属医学専門部・千葉医科大学附属薬学専門部、千葉師範学校、千葉青年師範学校、東京工業専門学校、千葉農業専門学校を包括して千葉大学が発足。学芸学部、医学部、薬学部、工芸学部、園芸学部を設置。（創立時は 本部事務局と医学部・薬学部は千葉市の矢作・亥鼻地区に、工芸学部・園芸学部は松戸市の岩瀬地区・戸定地区に、学芸学部は千葉市の市場町にそれぞれあった）。
- 1950年（昭和25年）
  - 東京医科歯科大学予科を包括し、学芸学部を文理学部と教育学部に改組。
- 1951年（昭和26年）
  - 工芸学部を工学部に改称。工業意匠学科、建築学科、機械工学科、電気工学科、工業化学科で編成。
  - 園芸学部農業別科を設置。
- 1952年（昭和27年）
  - 工学系短期大学として千葉大学工業短期大学部を開学（1979年廃止）
- 1953年（昭和28年）
  - 園芸学部に総合農学科を増設。
- 1955年（昭和30年）
  - 大学院医学研究科（博士課程）を設置。
  - 文理学部に東京医科歯科大学医学進学課程・東京医科歯科大学歯学進学課程を設置。
- 1958年（昭和33年）
  - 工学部に写真印刷工学科を増設。
- 1959年（昭和34年）
  - 文理学部の東京医科歯科大学医学進学課程・東京医科歯科大学歯学進学課程を廃止。
- 1960年（昭和35年）
  - 文理学部に留学生課程を併設。
- 1962年（昭和37年）
  - 工学部の写真印刷工学科を写真工学科と印刷工学科に改組。
- 1963年（昭和38年）
  - 文理学部に併設された留学生課程を独立。
- 1964年（昭和39年）
  - 大学院薬学研究科（修士課程）を設置。
  - 留学生課程を留学生部に昇格。
- 1965年（昭和40年）
  - 教育学部に中学校教員養成課程を設置。
  - 大学院工学研究科（修士課程）を設置。
- 1966年（昭和41年）
  - 薬学部に製薬化学科を増設。
  - 工学部に合成化学科を増設。
- 1967年（昭和42年）
  - 園芸学部の総合農学科を農業生産管理学科に改組。
- 1968年（昭和43年）
  - 文理学部を人文学部と理学部に改組。人文学部には人文文学科および法経学科の2学科を、理学部には数学科、物理学科、化学科、生物学科の4学科を設置。
  - 教育学部に幼稚園教員養成課程を新設。
  - 教養部を設置。
- 1969年（昭和44年）
  - 教育学部に特別教科（看護）教員養成課程を設置。
  - 工学部に電子工学科を増設。
  - 大学院園芸学研究科（修士課程）を設置。
- 1972年（昭和47年）
  - 留学生部を廃止。
- 1973年（昭和48年）
  - 工学部に機械工学第二学科を増設。
- 1974年（昭和49年）
  - 理学部に地学科を増設。
  - 園芸学部に環境緑地学科を増設。
- 1975年（昭和50年）
  - 看護学部（看護学科）、大学院理学研究科（修士課程）を設置。園芸学部農業別科を改組し、園芸学部園芸別科を設置。
- 1976年（昭和51年）
  - 教育学部に養護教諭養成課程を新設。
  - 工学部の写真工学科と印刷工学科を画像工学科に改組。
  - 工学部に特設工学課程を設置。
- 1978年（昭和53年）
  - 工学部に建築工学科を増設。
  - 工学部の特設工学課程を廃止。
  - 園芸学部の農業生産管理学科を園芸経済学科に改組。
- 1979年（昭和54年）
  - 薬学部の薬学科と製薬化学科を総合薬品科学科に改組。
  - 大学院薬学研究科（博士課程）を設置。
  - 大学院看護学研究科（修士課程）を設置。
  - 千葉大学工業短期大学部を廃止
- 1981年（昭和56年）
  - 人文学部を文学部（行動科学科、史学科、文学科）、法経学部（法学科、経済学科）、教養部に改組。
- 1982年（昭和57年）
  - 工学部の画像工学科を画像工学科と画像応用工学科に改組。
  - 大学院教育学研究科（修士課程）を設置。
- 1985年（昭和60年）
  - 教育学部の特別教科（看護）教員養成課程を廃止。
  - 大学院文学研究科（修士課程）を設置。
  - 大学院社会科学研究科（修士課程）を設置。
- 1986年（昭和61年）
  - 大学院工学研究科（後期3年博士課程）を設置。
- 1987年（昭和62年）
  - 大学院理学研究科（後期3年博士課程）を設置。
- 1988年（昭和63年）
  - 大学院自然科学研究科（後期3年博士課程）を設置。
  - 理学研究科（後期3年博士課程）と工学研究科（後期3年博士課程）を自然科学研究科に振替。
- 1989年（平成元年）
  - 工学部の機械工学科と機械工学第二学科を機械工学科に、電気工学科と電子工学科を電気電子工学科に改組。
  - 工学部に情報工学科を増設。
- 1990年（平成2年）
  - 工学部の建築学科と建築工学科を建築学科に、工業化学科と合成化学科を応用化学科に、画像工学科と画像応用工学科を画像工学科に改組。
  - 工学部に機能材料工学科を増設。
- 1991年（平成3年）
  - 園芸学部の園芸学科、農芸科学科、造園学科、園芸経済学科、環境緑地学科を生物生産科学科、緑地・環境学科、園芸経済学科の3学科へ改組。
- 1992年（平成4年）
  - 文学部行動科学科に文化人類学講座を設置。
- 1993年（平成5年）
  - 文学部行動科学科に認知情報科学講座を設置。
  - 大学院看護学研究科（博士課程）を設置。
- 1994年（平成6年）
  - 文学部の文学科を日本文化学科と国際言語文化学科に改組。
  - 理学部の数学科を数学・情報数理学科に、地学科を地球科学科に改組。
  - 教育学部にスポーツ科学課程を設置。
  - 教養部を廃止。
- 1995年（平成7年）
  - 大学院社会文化科学研究科（後期3年博士課程）を設置。
- 1996年（平成8年）
  - 東京学芸大学大学院連合学校教育学研究科が設置される。東京学芸大学、埼玉大学、横浜国立大学とともに参画。
- 1998年（平成10年）
  - 工学部改組。都市環境システム学、デザイン工学科、電子機械工学科、情報画像工学科、物質工学科の5学科編成となる。
  - 先進科学プログラム（飛び入学）を開始（物理学コース）。
- 1999年（平成11年）
  - 法経学部に総合政策学科を設置。
  - 教育学部に生涯教育課程を新設。
- 2001年（平成13年）
  - 医学研究科（博士課程）、薬学研究科（博士前期・後期課程）を改組し、医学研究部、薬学研究部、医学薬学教育部（修士課程・4年博士課程・後期3年博士課程）を設置（2004年4月に医学研究院、薬学研究院、医学薬学府に名称変更）。
- 2002年（平成14年）
  - 看護学研究科看護システム管理学専攻（博士前期課程）を設置。
  - 自然科学研究科都市環境システム専攻（博士前期課程）を設置。
  - 医学部附属看護学校、助産婦学校、診療放射線技師学校を廃止。
- 2004年（平成16年）
  - 国立大学法人法の規定により国立大学法人となる。
  - 工学部の物質工学科を共生応用化学科に改組。
  - 工学部にメディカルシステム工学科を増設。
  - キャンパスイノベーションセンター東京（JR田町駅前）内に「千葉大学東京サテライトオフィス」を開設。
  - 専門法務研究科（専門職課程）を設置
  - 工学部にメディカルシステム工学科を新設。
  - 工学部の物質工学科を共生応用化学科に改組。
  - 先進科学プログラム「人間探求コース」（文学部）を開始。
- 2005年（平成17年）
  - 医学薬学府医科学専攻（修士課程）を設置。
  - 教育学研究科特別支援専攻・スクールマネジメント専攻（修士課程）を設置。
- 2006年（平成18年）
  - 薬学教育6年制移行により、薬学部薬学科を6年制に移行（総合薬品科学科廃止）、4年制学科の薬科学科を設置。
  - 文学研究科（修士課程）、社会科学研究科（修士課程）、社会文化科学研究科（後期3年博士課程）を改組し、人文社会科学研究科（博士前期・後期課程）を設置。
- 2007年（平成19年）
  - 自然科学研究科を改組し、理学研究科、工学研究科、園芸学研究科、融合科学研究科を設置。
- 2008年（平成20年）
  - 工学部の学科改組。建築学科、都市環境システム学科、デザイン学科、機械工学科、メディカルシステム工学科、電気電子工学科、ナノサイエンス学科、共生応用化学科、画像科学科、情報画像学科の10学科編成となる。
- 2011年（平成23年）
  - 薬学部・薬学研究院が西千葉キャンパスから亥鼻キャンパスへ移転。
- 2012年（平成24年）
  - 医学薬学府の4年制博士課程の環境健康科学専攻、先進医療科学専攻、先端生命科学専攻と3年制博士課程の創薬生命科学専攻を廃止。
  - 先端医学薬学専攻（4年制博士課程）と先端創薬科学専攻（3年制博士課程）を設置。
- 2014年（平成26年）
  - 4月、法経学部（法学科、経済学科、総合政策学科）を再編し、法政経学部（法政経学科）を設置。
- 2016年（平成28年）
  - 4月、国際教養学部を設置。
- 2017年（平成29年）
  - 工学部の10学科を総合工学科に改組。
  - 人文社会科学研究科を改組し、人文公共学府を設置。
- 2019年（令和元年）
  - 2020年4月入学からの授業料引き上げを発表。全員留学制度の財源などに充てる[30]。
- 2021年（令和3年）
  - 4月、東京都墨田区に墨田サテライトキャンパスを開設[1]。
- 2024年（令和6年）
  - 4月、情報・データサイエンス学部・学府を設置。

## 基礎データ

### 所在地
- 西千葉キャンパス（千葉県千葉市稲毛区）

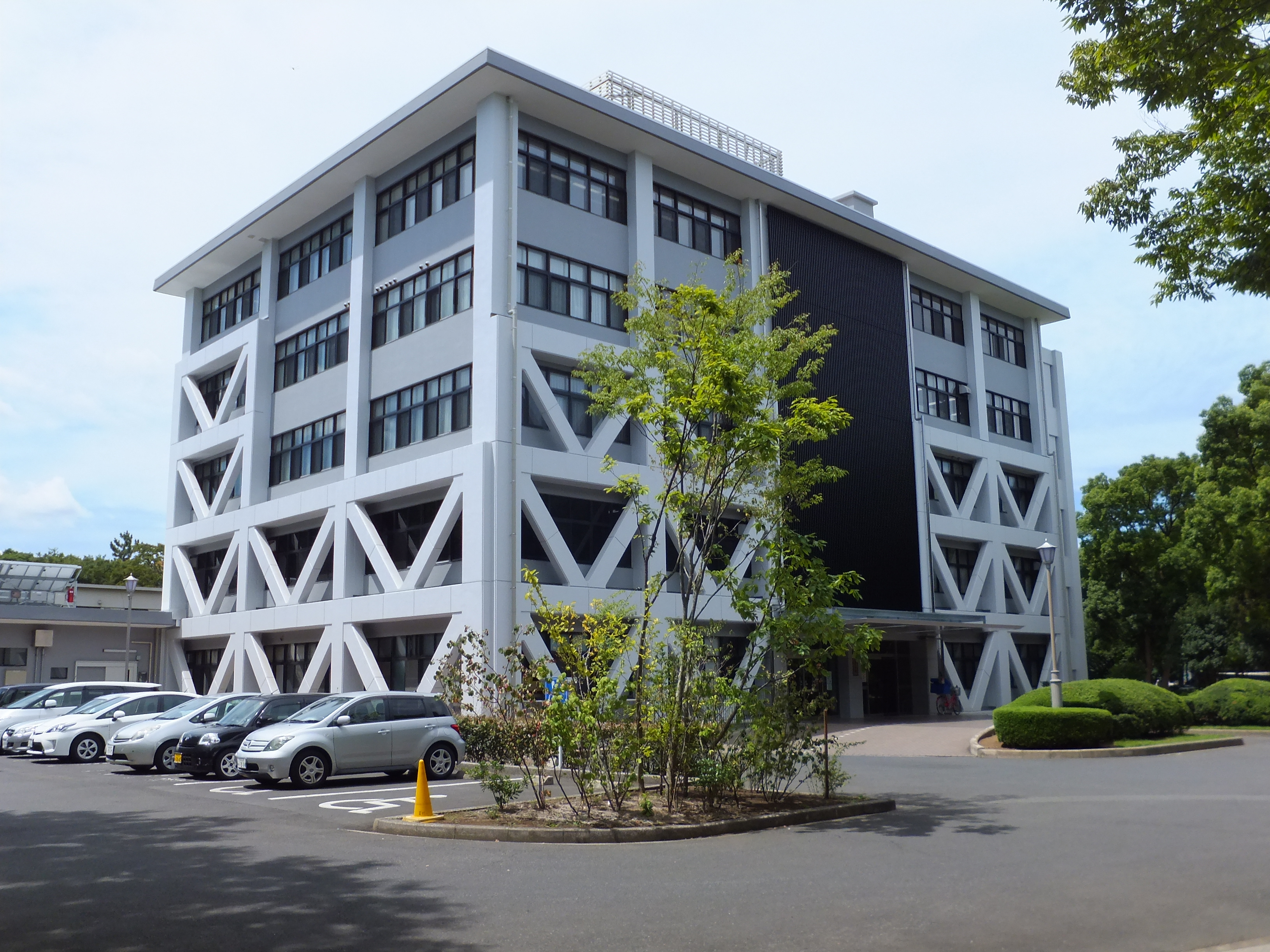
大学本部 事務局棟

- 亥鼻キャンパス（千葉県千葉市中央区、医学部）
- 松戸キャンパス（千葉県松戸市、園芸学部）
- 柏の葉キャンパス（千葉県柏市柏の葉、園芸学部）
- 墨田サテライトキャンパス（東京都墨田区）[1]

### 象徴

#### 学章
1949年（昭和24年）10月に学内公募により制定。Chiba Daigakuの頭文字「C」と「D」を組み合わせるとともに、千葉大学の「千」を配して構成されたもので、輪郭は無限の生命力を象徴する植物の種子を象ったもの。左側部分のえんじ色は情熱を、右側部分の白色は純粋を表現しており、赤穴宏（元千葉大学名誉教授）のデザインによる。長きに亘り、千葉大学のシンボルマークとして使用されてきたが、コミュニケーションマークの誕生により、歴史や伝統を反映した由緒あるこのマークを2013年（平成25年）3月、千葉大学の学章として制定。

#### コミュニケーションマーク
初めてのコミュニケーションマークは、2013年（平成25年）1月に本学関係者への公募により制定。千葉大学の頭文字Cと地球をモチーフにし、世界に飛躍する大学であることを表現した。使用されている赤は伝統を引き継いだ大学カラーを使用し、そこに地球や空をイメージするスカイブルーを入れ、9つの赤い部分は9学部を表す。
国際教養学部の新設によって全10学部となった2016年（平成28年）、コミュニケーションマークが改められた。色は大学カラーのガーネットを基調とし、形は学生・教員・職員のコミュニケーションを表現している。

#### 大学カラー
ガーネット色 (C:0%, M:100%,Y:70%,K:20%)

#### 校歌
『千葉大学歌』が学歌として制定されている。1960年（昭和35年）2月11日に制定され、作詞は勝承夫、作曲は平井康三郎によるもの。入学式や卒業式の際に歌われる。昭和33年に学内で学歌を制作しようという気運が高まったのが発端となり、制定されるに至った。

## 教育および研究

### 組織

#### 学部

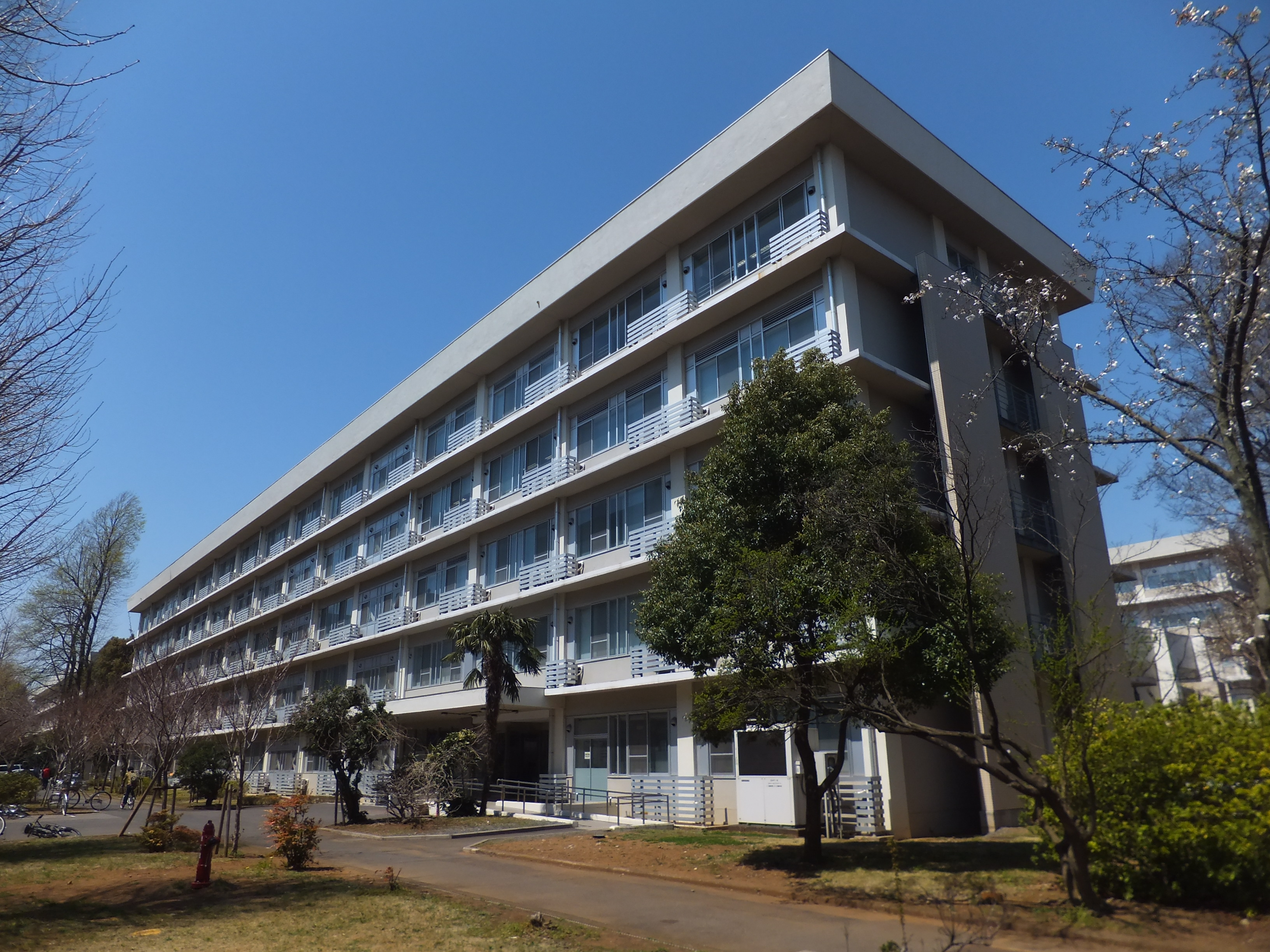
総合校舎1号館（旧：A号館）

- 国際教養学部
  - 国際教養学科

- 文学部
  - 人文学科[注 1]
    - 行動科学コース
「先進科学プログラム 人間探求コース」を設けている。高校2年修了後に飛び入学できる。
    - 歴史学コース
    - 日本・ユーラシア文化コース
    - 国際言語文化学コース

- 教育学部[注 2]
  - 小学校教員養成課程
    - 国語科選修
    - 社会科選修
    - 算数科選修
    - 理科選修
    - 音楽科選修
    - 図画工作科選修
    - 体育科選修
    - 家庭科選修
    - ものづくり・技術選修
    - 小学校英語選修
    - 教育学選修（2016年度に総合教育選修から改称）
    - 教育心理学選修（2016年度に教育心理選修から改称）

  - 中学校教員養成課程
    - 国語科教育分野
    - 社会科教育分野
    - 数学科教育分野
    - 理科教育分野
    - 音楽科教育分野
    - 美術科教育分野
    - 保健体育科教育分野
    - 技術科教育分野
    - 家庭科教育分野
    - 英語科教育分野

  - 特別支援教育教員養成課程
  - 幼稚園教員養成課程
  - 養護教諭養成課程

- 法政経学部（2014年4月、法経学部を改組）
  - 法政経学科[注 3]
    - 法学コース
    - 経済学コース
    - 経営・会計系コース
    - 政治学・政策学コース
      - 2年進級時にコース選択

- 理学部
  - 数学・情報数理学科[注 4]
    - 数学コース
    - 情報数理コース
3年次にコースに分かれる

  - 物理学科[注 5]
  - 化学科[注 6]
  - 生物学科[注 7]
  - 地球科学科[注 8]
  - 先進科学プログラム 物理コース（高校2年修了後に飛び入学できるコース。物理学科で実施）
  - 先進科学プログラム 物理化学・生命化学コース（高校2年修了後に飛び入学できるコース。化学科で実施）

- 医学部
  - 医学科[注 9]（6年制）

- 薬学部
  - 薬学科[注 10]（6年制）
  - 薬科学科[注 11]（4年制）

注：学科への振り分けは3年進級時

- 看護学部
  - 看護学科[注 12]

- 工学部
  - 総合工学科[注 13]
    - 建築学コース
    - 都市環境システムコース
    - デザインコース
    - 機械工学コース
    - 医工学コース
    - 電気電子工学コース
    - 物質科学コース
    - 共生応用化学コース
    - 情報工学コース（2023年度まで。情報・データサイエンス学部に移行）

- 園芸学部
  - 園芸学科[注 14]
    - 栽培・育種学プログラム
    - 生物生産環境学プログラム

  - 応用生命化学科[注 15]
    - 応用生命化学プログラム

  - 緑地環境学科[注 16]
    - 緑地科学プログラム
    - 環境造園学プログラム
    - 環境健康学プログラム

  - 食料資源経済学科[注 17]
    - フードシステム学プログラム
    - 資源環境経済学プログラム

  - 注：プログラムに分かれるのは2年後期

- 情報・データサイエンス学部
  - 情報・データサイエンス学科
    - データサイエンスコース
    - 情報工学コース

##### 国際教養学部
2016年、同大学では41年ぶりの学部新設となる「国際教養学部」を全国の国立大学において初めて設立。

##### 文学部

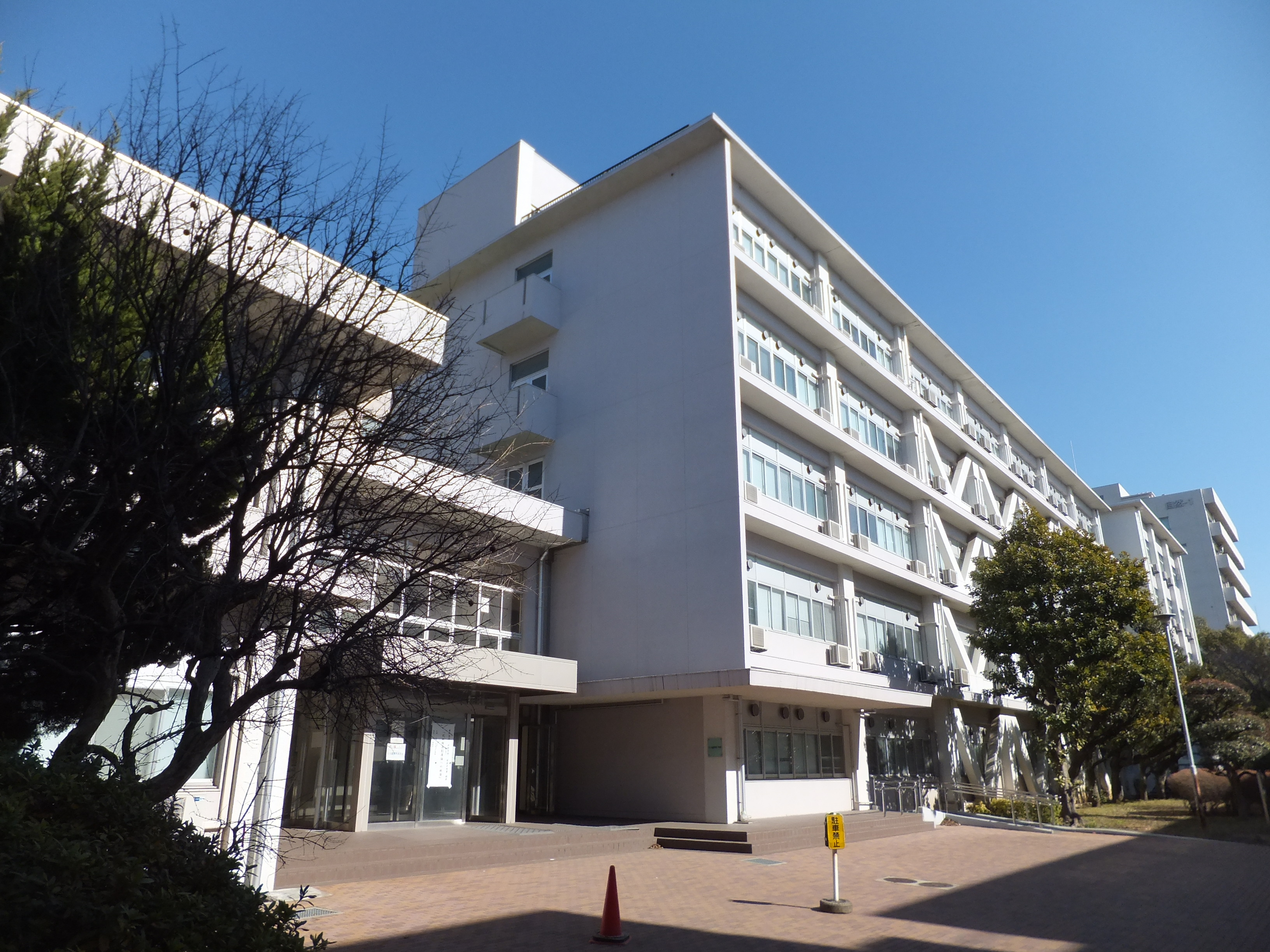
文・法政経学部1号棟

文学部を設置している国立総合大学は、全国的にも数少ない。都心からのアクセスの良さとも相まって、関東圏の人文科学系を志望する学生が本学部を志望するため、総合大学文学部としての入試難易度偏差値は旧帝国大学に次ぐレベルを維持している。
複数学問分野を包括する行動科学コースを除いて、1コースの定員は約40名と高校の1クラス程度である。その一方で、教員1名当たりの学生数が約10人という少人数指導による教員との距離の近さや、学科内諸講座間の垣根が低いことと相まって、きめ細やか、かつ幅広い視野からの指導を受けられるという利点がある。
独立した史学科（歴史学科）を持つ国公立大学は全国でも5校ほど。
行動科学コースにおいては、千葉大学の文系学部における唯一の飛び入学（先進科学プログラム 人間探求コース）を実施している。

##### 教育学部

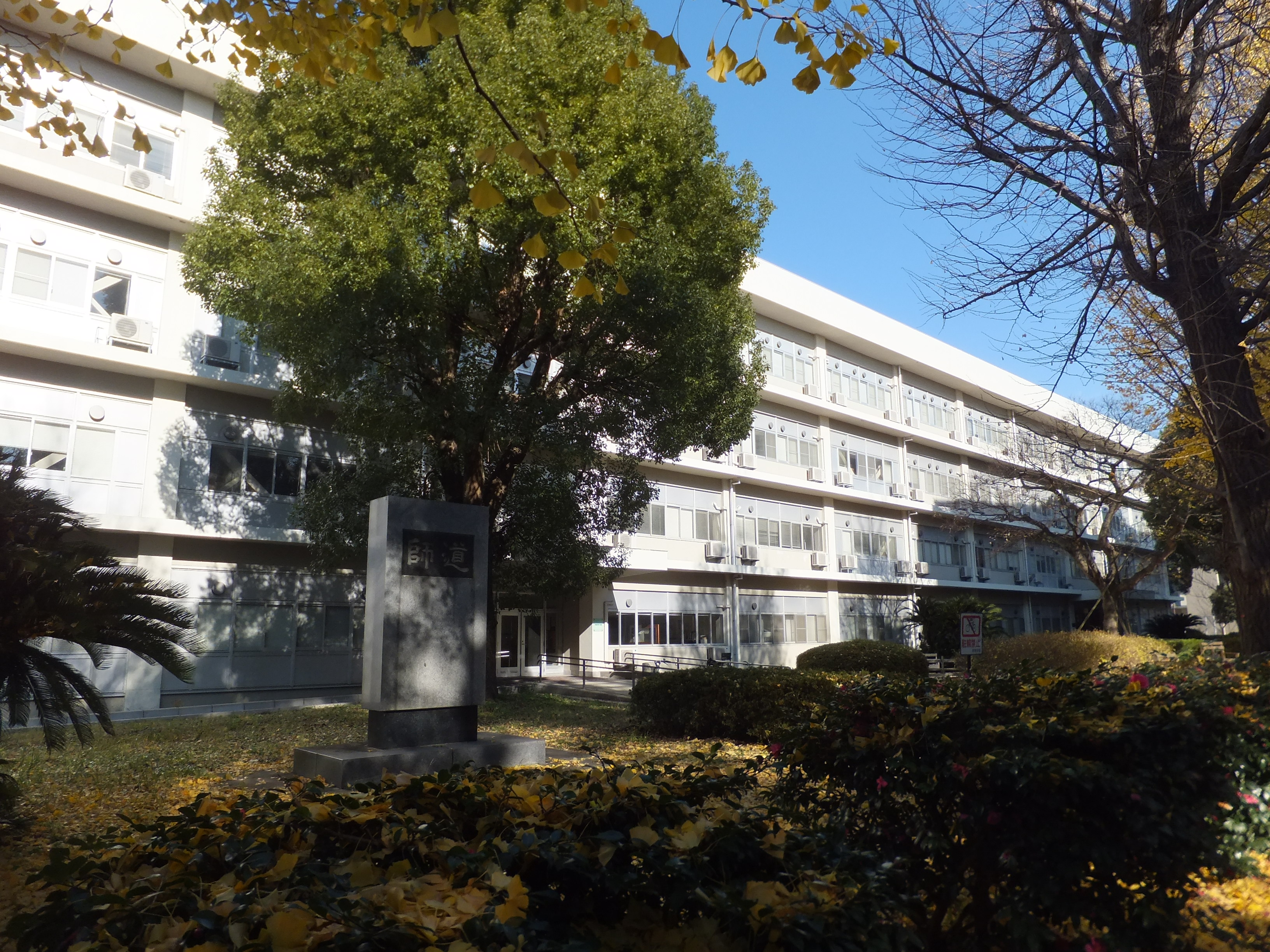
教育学部棟1号館

千葉大学の設立時に千葉師範学校と千葉青年師範学校が統合、学芸学部として誕生。翌年に東京医科歯科大学予科を包括し、学芸学部が文理学部と教育学部に改組されて現在に至る。千葉師範学校の源は1872年の学制発布の年に溯れ、千葉大学の全学部中最古の歴史がある。
1982年度には大学院教育学研究科が設置される。教員として働く合間に通える夜間大学院などの制度を整備しており、長期研修制度と相まって現役教員も多く通っている。
正規採用教員採用率では全国の大学の中でも例年上位におり、平成18年3月卒業者において49.1%で全国国立大学第1位、平成22年3月卒業者においては51.1%で全国国立大学第一位の実績を持っている。

##### 法政経学部
2014年度より法経学部から改組。改組前は、法学科、総合政策学科、経済学科の3学科制を敷き、入学の段階でいずれかの学科を選ぶ体制であったほか、2004年に大学院専門法務研究科（法科大学院）を発足させる。千葉大学の法科大学院は主として一般市民のために法律サービスを提供する法律家の養成を目指している。
改組後は法政経学科入学後、1年次に社会科学の基礎を学び、2年進級時に法学コース、政治・政策学コース、経済学コース、経営学コースの中から自ら選択できる体制となった。単位の約2割を別コースの授業から選択できる。
法政経学部への改組前には学科の一つとして総合政策学科が設置され、改組後も政治・政策学コースとして残っていることからも分かるように、国際政策、環境政策、社会保障、公共哲学などの総合政策学に力を入れており、全国の国公立大学では唯一、政策学系と政治学系の両分野を備えている。
経済学コースにおいては、成績優秀者を対象とした「特進プログラム」を設置。所定の要件を満たすことを条件に、3年次終了時点での学部早期卒業が認められる。
2017年度からは法学、経済学、経営学・会計学、政治学・政策学・公共学などの社会科学系諸分野を学際的で機動的な研究・教育を促進するために、それまでの大学院人文社会科学研究科を、研究組織と教育組織を分離し、研究組織としての大学院社会科学研究院を、そして教育組織として人文公共学府（法と社会研究センター、公共研究センター、社会経済研究センター）を誕生させた。社会科学研究院は、多元的でグローバルな時代における社会問題の解決に貢献するために、法学や政治学・政策学、経済学・経営学・会計学までの観点から理論的・実践的な研究を学際的に推進。
組織誕生後は社会科学研究院及び人文公共学府の各研究センターの組織で法政経学部、大学院人文公共学府及び大学院専門法務研究科ほかの教育に携わっている。
法政経学部と大学院専門法務研究科は、2020年3月には学部と法科大学院の教育の円滑な接続をはかるための法曹養成連携協定を文部科学省から認定され、法科大学院の教育と司法試験等との連携等に関する法律（連携法）に基づく連携法曹基礎課程となる「法曹コース・プログラム」を同年4月に開設。これは法科大学院2年コースの教育課程と一貫的・体系的に編成された教育課程で、基本的な法分野の学修を終えて学士（法学）の学位を取得後もしくは3年間で早期に終え、法科大学院に進学することを目指すためのプログラムとなっている。

##### 理学部

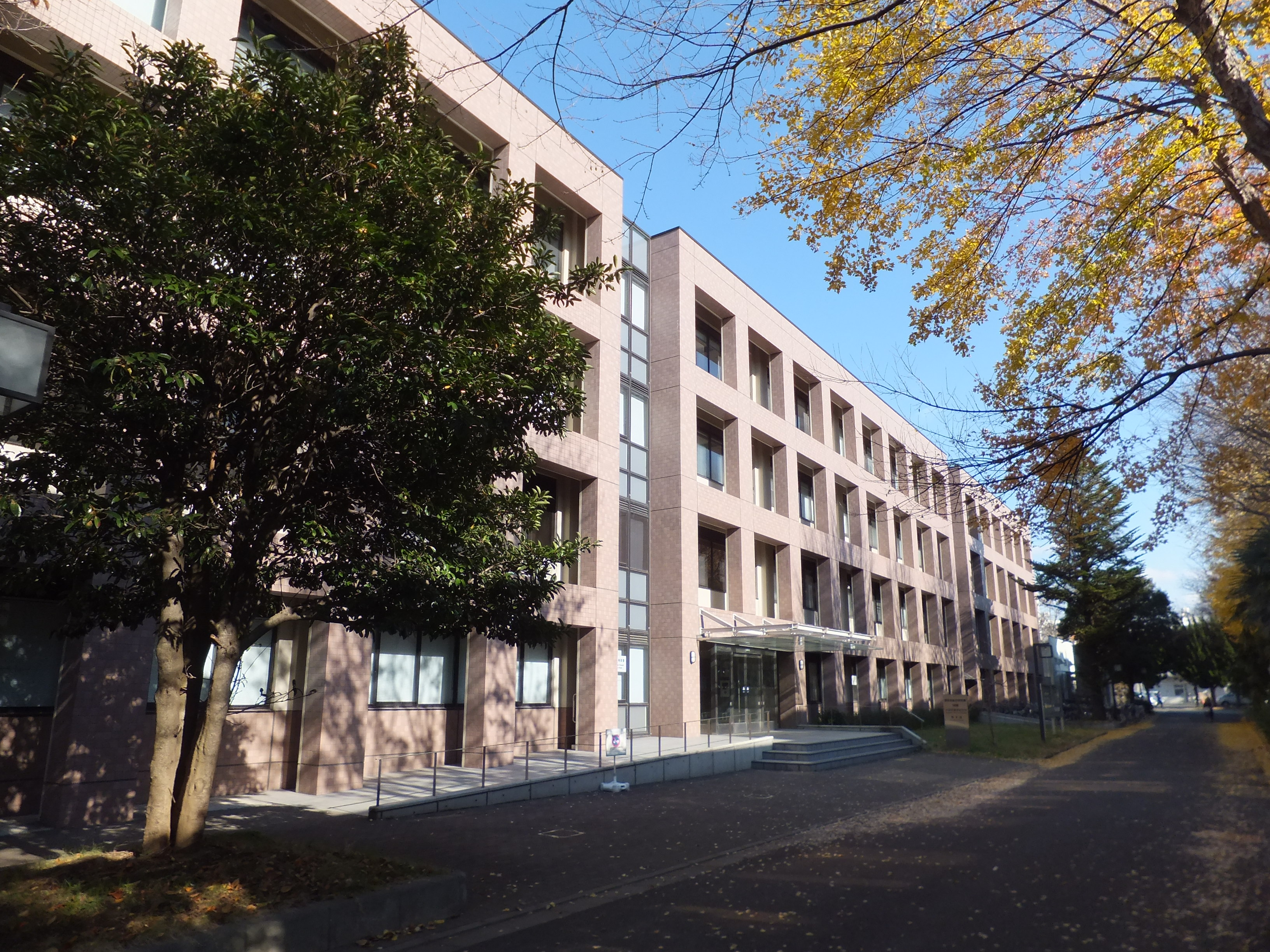
理学系総合研究棟1号館

1968年（昭和43年）に文理学部が改組、人文学部・理学部に分かれて設置され現在に至る。
本学理学部出身（生物学）の丸山工作学長時、理学部物理学科において日本で初めての飛び入学制度（先進科学プログラム）を導入した。

##### 工学部

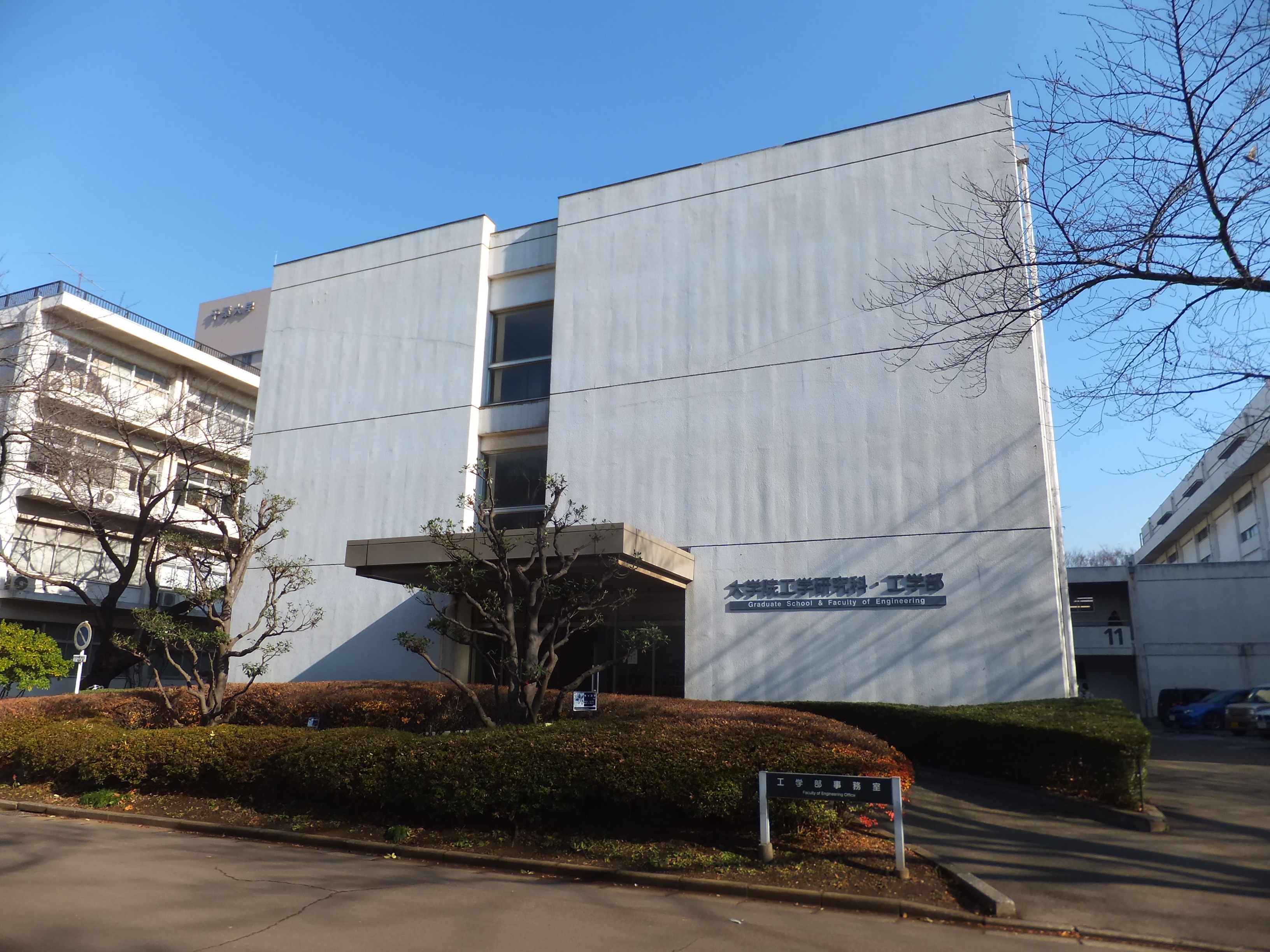
大学院工学研究科・工学部11号棟

工学部の母体である東京高等工芸学校（戦時中に東京工業専門学校と改称）は、戦前よりインダストリアルデザイン（工業デザイン）についての教育を行った数少ない学校である。その流れは現在もデザイン学科（旧称はデザイン工学科。工業意匠学科、建築学科、建築工学科の改組で設置）→ 総合工学科デザインコースに受け継がれている。その他にも旧画像科学科や工学部全学科による造形教育カリキュラムなど、随所に工芸学校の流れを汲む。
東京高等工芸学校（東京工業専門学校）のテクノロジー部門は現在の東京工業大学の存した場所である港区芝浦（JR田町駅前）の東京工業大学附属科学技術高等学校の敷地内に開校され、同地に「千葉大学工学部発祥の地」と刻まれた碑が建立されている。この流れは現在まで国内の自動車メーカーや電機メーカーなどの企業のデザイン部門の責任者および主要スタッフに千葉大学工学部出身者が圧倒的に多いという実績になって現れている（例：黒木靖夫・ソニー取締役副社長・クリエイティブ本部長・ウォークマン開発プロジェクトリーダー、トヨタ自動車平井和平デザイン本部常務役員）。また、戦後に創立のデザイン系および写真（画像）系専門学校の創立者、近年既存の大学に増設された工業デザイン系の学科の教官、その他工業デザイン系の教育関係者などには千葉大学工学部出身者が非常に多く、インテリアプランナーなどの資格制度の制定についても千葉大学工学部が主導的な役割を担っている。
写真・印刷に始まる画像に関する教育、研究の歴史も長く、写真家や映像作家をはじめとして著名な卒業生も多い。画像系の学科は1915年に創設された東京美術学校の写真・製版学科を起源にしており、画像工学科 → 画像科学科および情報画像学科と経て、総合工学科デザインコース情報コミュニケーション教育研究領域と情報工学コースに至り、関連の教育研究が行われている。2005年、旧・天然色工学研究施設（現・環境リモートセンシング研究センター）棟に保管されていた米ウォルト・ディズニー社の初期のアニメーション映画用原画約250点が発見され話題となった。当初、東京国立近代美術館に寄贈された物だったが、当時の源田秀三郎写真工学科教授が教育・研究用に譲り受け、36年間保管されていた。作品の中には、ウォルト・ディズニーが初めてフルカラーアニメーションで製作した『花と木』の原画も含まれていた。発見後、旧・写真工学科の流れを汲む教職員を中心に、工学部や大学本部の支援も得て、修復・整理が進められた。2008年、初期原画は米ウォルト・ディズニー社に返還され、謝意として作品のデジタルコピーと100万ドルが大学に寄贈された。

##### 情報・データサイエンス学部
2024年、工学部より独立して11個目の学部となる情報・データサイエンス学部を設置。名称は全国の国立大学で唯一のものである。

##### 医学部
1923年に設立された旧制千葉医科大学を直接の前身とする。さらに遡ると、創立は1874年の千葉町の共立病院となり、1876年の公立千葉病院の医学教場から医学教育を行ってきた。その後は、県立千葉医学校、高等中学校令の施行に伴い県立千葉医学校が官立に移管されて第一高等中学校医学部、第一高等学校医学部、千葉医学専門学校を経て、1923年に千葉医科大学へと昇格した。第一高等中学校および第一高等学校は現在の東京大学教養学部である。この間1939年5月に臨時附属医学専門部（1944年千葉医科大学附属医学専門部と改称）や1945年には医学部附属医院厚生女学部（のち附属看護学校から看護学部）、1946年には附属腐敗研究所が設置された。
学制により千葉大学医学部改組後は、1951年に医学専門課程が置かれ、1955年に医学進学課程と大学院医学研究科（博士課程）が設置された。1994年には医学専門課程，医学進学課程が廃止され、2001年には大学院医学研究科も、同年4月大学院医学研究院（6研究部門13講座60研究領域）と大学院医学薬学府（4年博士課程3専攻、後期3年博士課程1専攻、修士課程2専攻）へと改組した。これに伴い医学部にあった附属施設も医学研究員や医学薬学府附属施設となる。2005年には修士課程に医科学専攻が増設された。2011年には医学研究院の附属施設（のち大学付属）子どものこころの発達研究センターを母体として、大阪大学・金沢大学・浜松医科大学・千葉大学・福井大学の連合小児発達学研究科に新規参加。同年には大学院医学薬学府の4年博士課程を3専攻から１専攻に改組され、大学院医学研究院は7研究部門13講座から2研究部門7講座に改組された。
千葉大みらい医療基金を設けている。

##### 薬学部

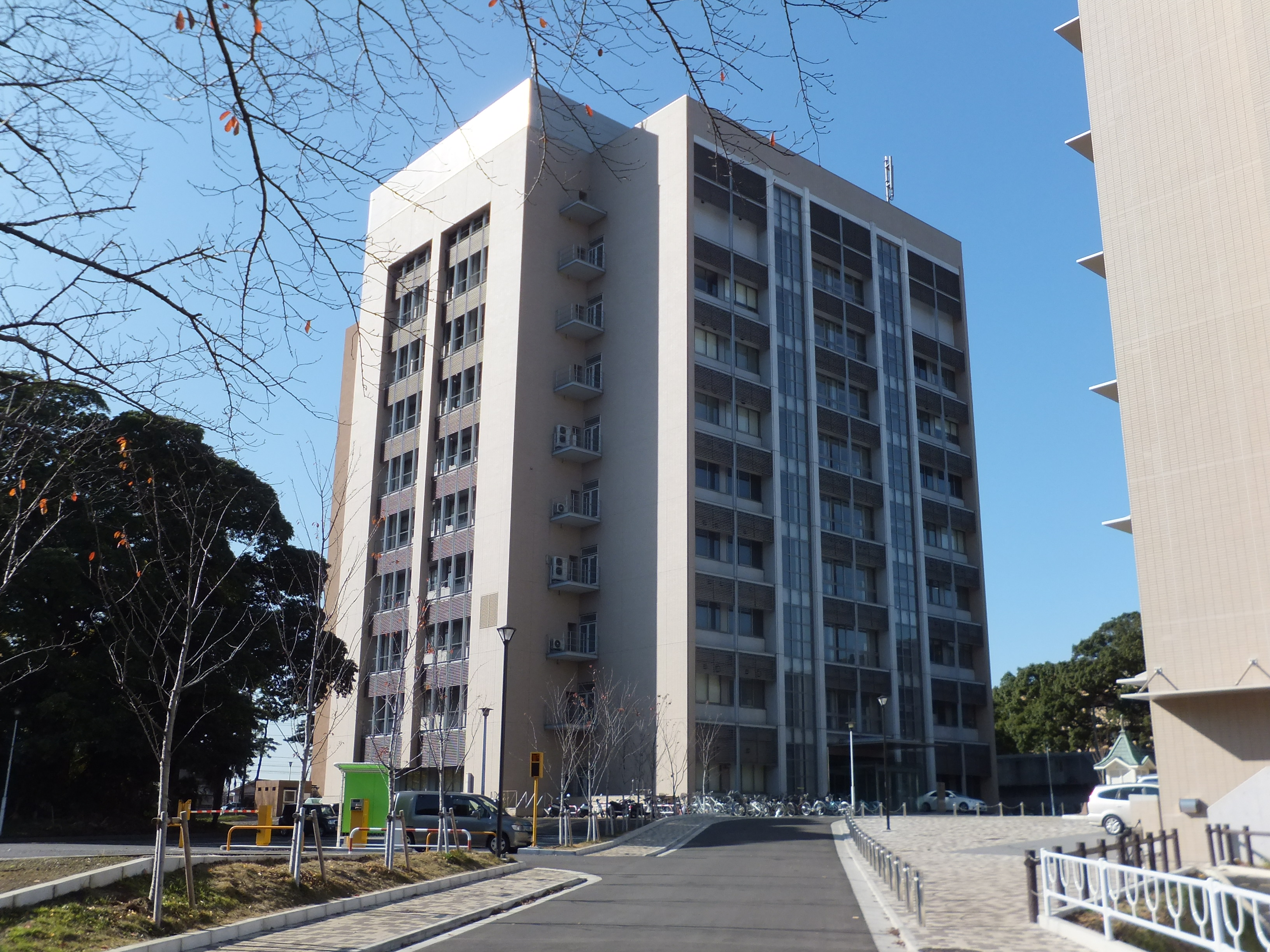
医薬系総合研究棟Ⅰ

1890年（明治23年）、第一高等中学校医学部に設置された薬学科を起源とする歴史がある。1949年に新制総合大学として千葉大学が発足した際、千葉医科大学附属薬学専門部を基礎として誕生し現在に至る。1964年に大学院薬学研究科修士課程、1979年に同博士課程併設。
元は亥鼻地区の医学部内にあったが、1966年に西千葉キャンパスへ移転。2001年の大学院医学薬学府の発足に伴い、西千葉キャンパスから亥鼻キャンパスへの再移転計画を開始。2011年に亥鼻キャンパスへ完全移転。

##### 看護学部
1975年、全国で初めて「看護学部」が設立される（他大学における編成では、医学部内に保健学科や看護学科として設置されている事が大多数を占める）。学部名は全国の国立大学では現在でも唯一である。
文部科学省より看護学教育研究共同利用拠点として認定された、看護実践・教育・研究共創センターが設置されている。

##### 園芸学部

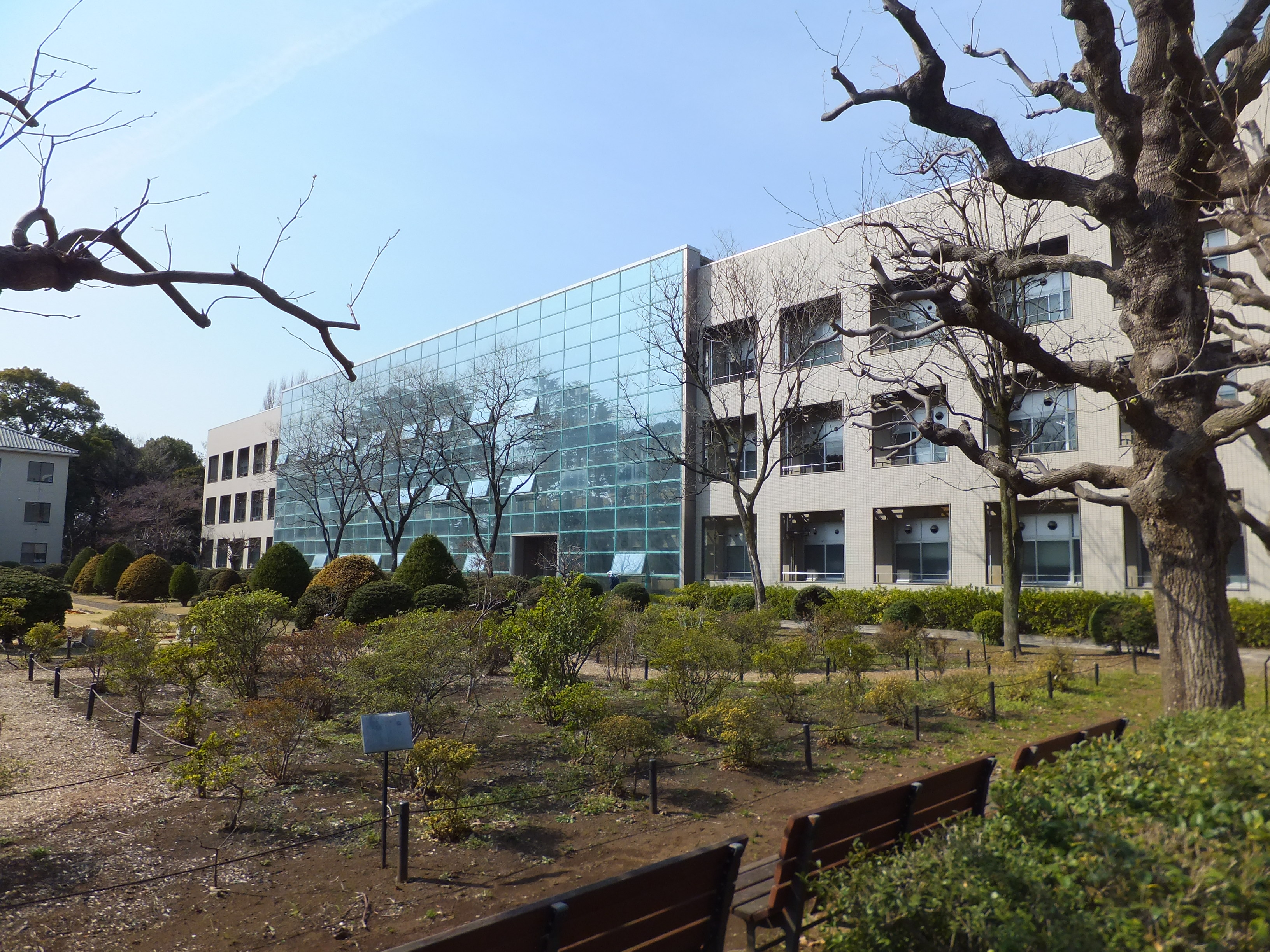
園芸学部教育研究棟（B棟）

1909年、日本で唯一の園芸学系旧制専門学校として設置された千葉県立園芸専門学校が起源である。創立から100年以上の歴史と伝統を持ち、同窓会として戸定会が組織されている。
一般的に、園芸学は農学部の中の学科やコースとして位置づけられるが、園芸学部という名称としての学部は全国の大学で唯一である。

#### 大学院

##### 研究科
- 教育学研究科（修士課程）
  - 学校教育科学専攻
    - 教育発達支援系[注 20]
    - 横断型授業づくり系[注 21]

  - 教科教育科学専攻
    - 言語・社会系[注 22]
    - 理数・技術系[注 23]
    - 芸術・体育系[注 24]

- 看護学研究科
  - 看護学専攻[39]（博士前期課程・博士後期課程）
    - 先端実践看護学
      - 教育研究分野：高度実践看護学、高齢社会実践看護学

    - 生活創成看護学
      - 教育研究分野：健康増進看護学、地域創成看護学

    - 文化創成看護学
      - 教育研究分野：文化看護学、専門職育成学、看護政策・管理学（後期課程のみ）

  - 看護システム管理学専攻[40]（修士課程）
    - 看護システム管理学講座
      - 研究領域：病院看護システム管理学、地域看護システム管理学、ケア施設看護システム管理学、実践看護評価学、継続教育・政策管理学

  - 共同災害看護学専攻[注 25]（5年一貫制博士課程）
    - 災害看護学講座
      - 教育研究分野：災害看護学

- 園芸学研究科
  - 環境園芸学専攻（博士前期課程・博士後期課程）
    - 生物資源科学コース[注 26]
    - 緑地環境学コース[注 27]
    - 食料資源経済学コース[注 28]

- 専門法務研究科（専門職学位課程、法科大学院）
  - 法務専攻

- 東京学芸大学大学院連合学校教育学研究科（博士後期課程のみ）
  - 学校教育学専攻
    - 教育構造論講座
    - 教育方法論講座
    - 発達支援講座
    - 言語文化系教育講座
    - 社会系教育講座
    - 自然系教育講座
    - 芸術系教育講座
    - 健康・スポーツ系教育講座
    - 生活・技術系教育講座
- 大阪大学・金沢大学・浜松医科大学・千葉大学・福井大学連合小児発達学研究科 千葉校（博士後期課程のみ）
  - 小児発達学専攻
    - こころの認知行動科学講座
      - 研究領域：認知行動療法学、メンタルヘルス支援学、認知行動脳科学

(2016年度まで）
- 理学研究科[41]
  - 基盤理学専攻（博士前期課程・博士後期課程）
    - 数学・情報数理学コース
      - 教育研究領域：代数、幾何、基礎解析、応用解析、確率・統計、情報数理

    - 物理学コース
      - 教育研究領域：素粒子宇宙物理学[注 29]、量子多体系物理学[注 30]、凝縮系物理学[注 31]

    - 化学コース
      - 教育研究領域：基盤物質化学、機能物質化学

  - 地球生命圏科学専攻（博士前期課程・博士後期課程）
    - 生物学コース
      - 教育研究領域：分子細胞生物学、多様性生物学

    - 地球科学コース
      - 教育研究領域：地球内部科学、地球表層科学、環境リモートセンシング

- 工学研究科[42]
  - 建築・都市科学専攻（博士前期課程・博士後期課程）
    - 建築学コース
      - 教育研究領域：住環境創造デザイン、環境形成マネジメント、構造安全計画

    - 都市環境システムコース
      - 教育研究領域：都市空間計画、都市基盤工学、都市環境工学、都市情報工学

  - デザイン科学専攻（博士前期課程・博士後期課程）
    - デザイン科学コース
      - 教育研究領域：生産システム、情報コミュニケーション、環境ヒューマノミクス

  - 人工システム科学専攻（博士前期課程・博士後期課程）
    - 機械系コース
      - 教育研究領域：材料・強度・変形、加工・要素、システム・制御・生体工学、環境・熱流体エネルギー

    - 電気電子系コース
      - 教育研究領域：波動・回路、物性・デバイス、システム・制御、情報・通信

    - メディカルシステムコース
      - 教育研究領域：医用情報、医用電子

  - 共生応用化学専攻（博士前期課程・博士後期課程）
    - 共生応用化学コース
      - 教育研究領域：バイオ機能化学、環境調和分子化学、無機・計測化学、資源プロセス化学

- 融合科学研究科（2007年から2017年）[43]
  - ナノサイエンス専攻（博士前期課程・博士後期課程）
    - ナノ物性コース
      - 教育研究領域：ナノ構造物性化学領域、ナノ分子物性工学領域、ナノ量子物性科学領域

    - ナノバイオロジーコース
      - 教育研究領域：分子生命科学領域、生命機能科学領域

  - 情報科学専攻（博士前期課程・博士後期課程）
    - 画像マテリアルコース
      - 教育研究領域：画像化学領域、画像応用物理領域、画像表現領域

    - 知能情報コース
      - 教育研究領域：情報処理工学領域、物理情報工学領域、人間情報科学領域（後期課程のみ）

- 人文社会科学研究科（2006年から2017年）
  - 博士前期課程[44]
    - 地域文化形成専攻
      - 教育研究分野：記録情報、表象・物質情報、言語行動、地域スポーツ学

    - 公共研究専攻
      - 教育研究分野：公共思想制度研究、共生社会基盤研究

    - 社会科学研究専攻
      - 教育研究分野：法学基礎理論、経済理論・政策学

    - 総合文化研究専攻
      - 教育研究分野：言語構造、比較文化、人間行動

    - 先端経営科学専攻
      - 教育研究分野：先端経営科学

  - 博士後期課程[45]
    - 社会科学研究専攻
      - 教育研究分野：法学、経済学・経営学

    - 公共研究専攻
      - 教育研究分野：公共哲学、共生文化、国際公共比較、公共政策、公共教育

    - 文化科学研究専攻
      - 教育研究分野：比較言語文化、文化情報

##### 学府・研究院
※研究院は教員、学府は学生が所属する大学院組織
- 人文科学研究院
  - 行動科学研究部門
    - 哲学講座
    - 認知情報科学講座
    - 心理学講座
    - 社会学講座
    - 文化人類学講座

  - 歴史学研究部門
    - 文化財学講座
    - 図像情報史学講座
    - 歴史学

  - 日本・ユーラシア文化研究部門
    - 日本言語文化論講座
    - ユーラシア言語文化論

  - 国際言語文化学研究部門講座
    - 比較文化論講座
    - 文芸様態論講座
    - 言語文化構造論

- 社会科学研究院
  - 法学研究部門
    - 基礎法学講座
    - 公法学講座
    - 民事法学講座
    - 実務法学講座

  - 政治学・政策学研究部門
    - 政治学講座
    - 公共政策学講座
    - 国際社会科学講座

  - 経済学研究部門
    - 理論経済学講座
    - 計量分析学講座
    - 応用経済学講座
    - 国際比較論講座
    - 経営管理科学講座
    - 会計財務科学講座

- 人文公共学府（2017年から）
  - 人文科学専攻（博士前期課程）
    - 基盤文化コース
    - 多文化共生コース
    - 大学教育・学修支援コース

  - 公共社会科学専攻（博士前期課程）
    - 公共学コース
    - 経済経営科学コース

  - 人文公共学専攻（博士後期課程）
    - 人文科学コース
    - 公共学コース
    - 社会科学コース

- 理学研究院
  - 数学・情報数理学研究部門 - 数学情報科学専攻 数学コース・情報数理学コース
    - 代数講座
    - 幾何講座
    - 基礎解析講座
    - 応用解析講座
    - 確率・統計講座
    - 情報数理講座

  - 物理学研究部門 - 先進理化学専攻 物理学コース
    - 素粒子宇宙物理学講座
    - 量子多体系物理学講座
    - 凝縮系物理学講座

  - 化学研究部門 - 先進理化学専攻 化学コース
    - 基盤物質化学講座
    - 機能物質化学講座

  - 生物学研究部門 - 先進理化学専攻 生物学コース
    - 分子細胞生物学講座
    - 多様性生物学講座

  - 地球科学研究部門 - 地球環境科学専攻 地球科学コース
    - 地球内部科学講座
    - 地球表層科学講座

- 工学研究院
  - 工学研究部門
    - 総合工学講座
      - 建築学 - 創成工学専攻 建築学コース
      - 都市環境システム - 地球環境科学専攻 都市環境システムコース
      - デザイン学 - 創成工学専攻 デザインコース
      - デザイン情報コミュニケーション（画像学） - 創成工学専攻 イメージング科学コース
      - 機械工学 - 基幹工学専攻 機械工学コース
      - 医工学 - 基幹工学専攻 医工学コース
      - 電気電子工学 - 基幹工学専攻 電気電子工学コース
      - 物質科学 - 先進理化学専攻 物質科学コース
      - 応用化学 - 先進理化学専攻 共生応用化学コース
      - 情報科学（情報画像学） - 数学情報科学専攻 情報科学コース

- 融合理工学府（2017年から）すべて博士前期後期
  - 数学情報科学専攻
    - 数学・情報数理学コース
    - 情報科学コース

  - 地球環境科学専攻
    - 地球科学コース
    - リモートセンシングコース
    - 都市環境システムコース

  - 先進理化学専攻
    - 物理学コース
    - 物質科学コース
    - 化学コース
    - 共生応用化学コース
    - 生物学コース
    - 量子生命科学コース

  - 創成工学専攻
    - 建築学コース
    - イメージング科学コース
    - デザインコース

  - 基幹工学専攻
    - 機械工学コース
    - 医工学コース
    - 電気電子工学コース

  - 博士後期課程インテリジェント飛行プログラム

- 情報・データサイエンス学府
  - 情報・データサイエンス専攻（後期3年博士課程）

- 医学研究院
  - 中核研究部門
    - 講座：脳・神経治療学研究、呼吸・循環治療学研究、消化器治療学研究、生命機能治療学研究、環境健康科学

  - 先端研究部門
    - 講座：先端がん治療学研究、高次機能治療学研究

  - 注：このほか、連携講座や寄付講座などがある

- 薬学研究院
  - 環境生命科学研究部門
    - 講座：環境科学、ゲノム機能学、環境生体科学（国立環境研究所との連携協力講座）、遺伝子創薬学（かずさDNA研究所との連携協力講座）

  - 薬物作用研究部門
    - 講座：神経薬物学、高齢者薬物学、臨床薬学、遺伝子薬物学

  - 分子創薬科学研究部門
    - 講座：分子医薬科学、創薬資源科学

  - 医薬品情報学（マツモトキヨシホールディングス）寄附講座

- 医学薬学府（2004年から、旧医学薬学教育部）
  - 医科学専攻（修士課程）
    - 基礎医科学コース
    - 展開医科学コース
    - 社会医学コース

  - 総合薬品科学専攻（修士課程）
  - 先端創薬科学専攻（3年制博士課程）
  - 先端医学薬学専攻（4年制博士課程）
    - 先端生命科学コース[注 32]
    - 免疫統御治療学コース
    - 先端臨床医学薬学コース
    - がん先端治療コース

  - 先進予防医学共同専攻（2016年から）

##### 横断的な分野に係る教育課程
- 総合国際学位プログラム（研究科等連係課程実施基本組織、修士課程）

#### 専攻科
- 特殊教育特別専攻科（修業年限1年）
大学を卒業し、小学校、中学校、高等学校、幼稚園教諭の普通教員免許状を持つ人が特別支援教育（発達障害教育）を専門に学習するための課程。運営組織は教育学部。

#### 別科
- 園芸別科（修業年限2年）
地域の指導的自家経営者や園芸技術者、造園技術者の養成を主な目的として園芸学部に設置。高等学校卒業者が対象。
  - 果樹専攻
  - 蔬菜専攻
  - 花卉専攻
  - 造園・樹木専攻

#### 附属機関（教育研究組織）
無印は西千葉キャンパス、※印は亥鼻キャンパス、その他の所在地は括弧内に記載する。
- 医学部附属病院※

- 附属図書館
  - 本館
  - 亥鼻分館※
  - 松戸分館（松戸キャンパス）

- 附属博物館
  - サイエンスプロムナード科学館[46]

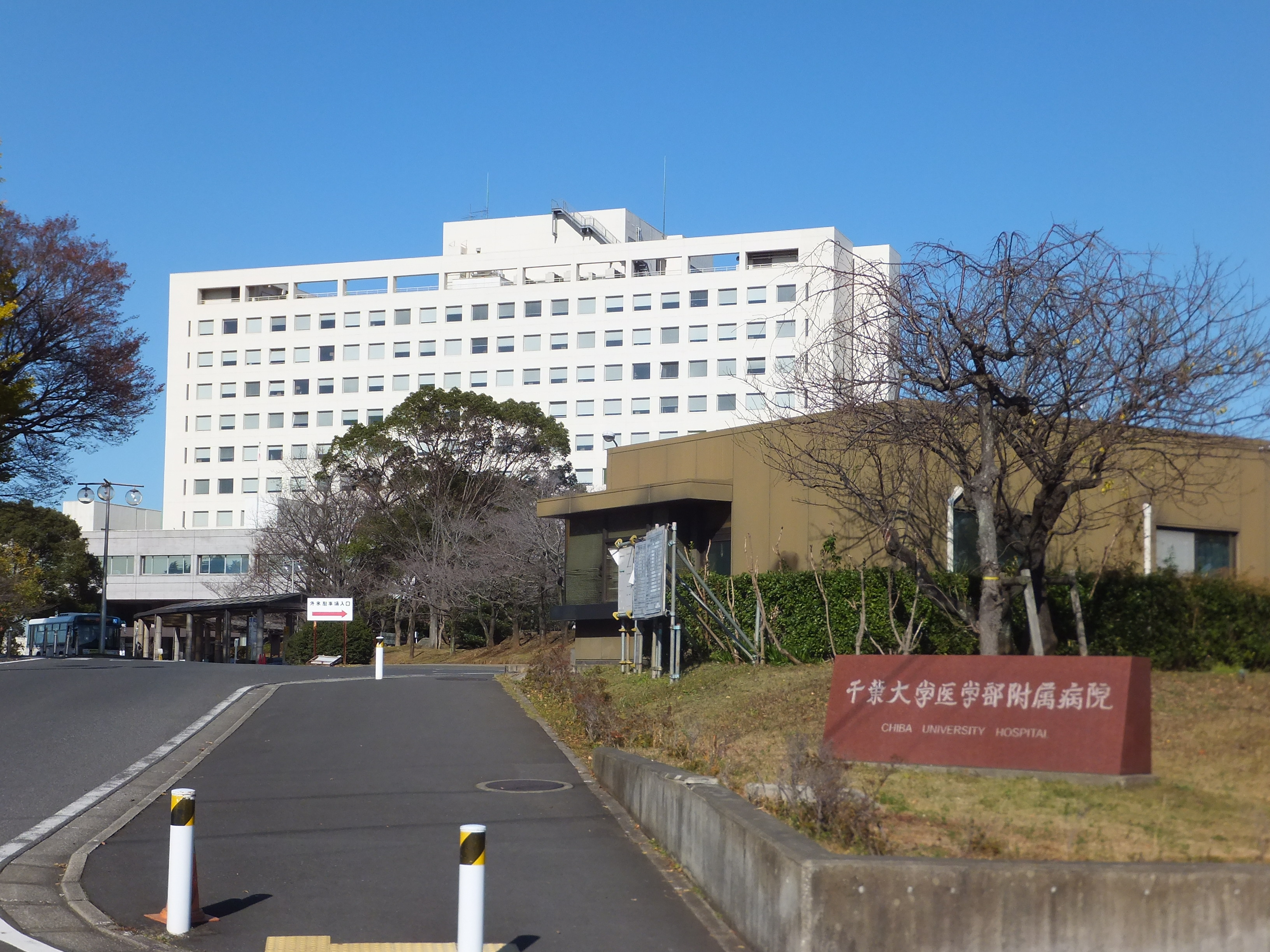
医学部附属病院入口

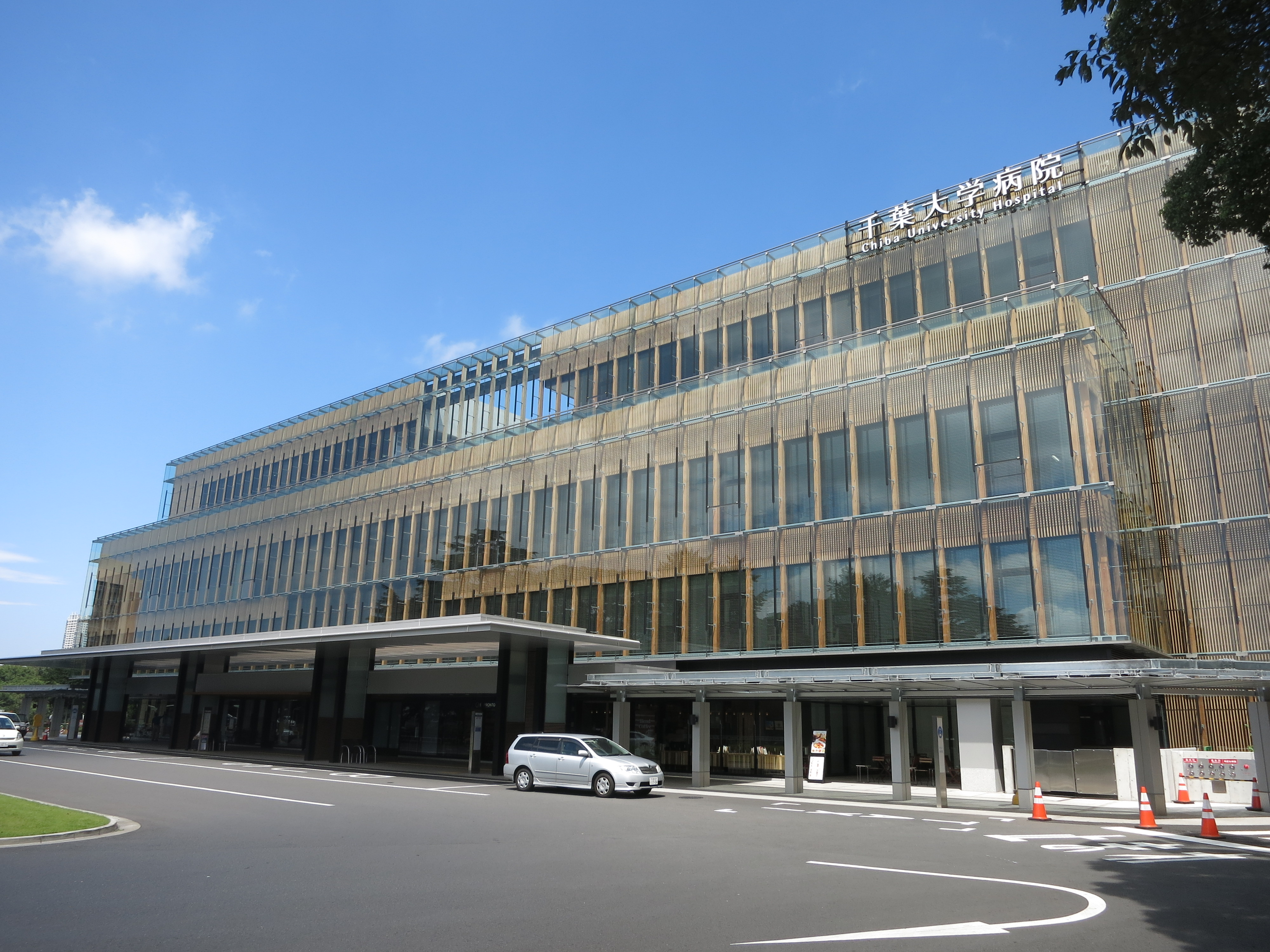
医学部附属病院新外来診療棟

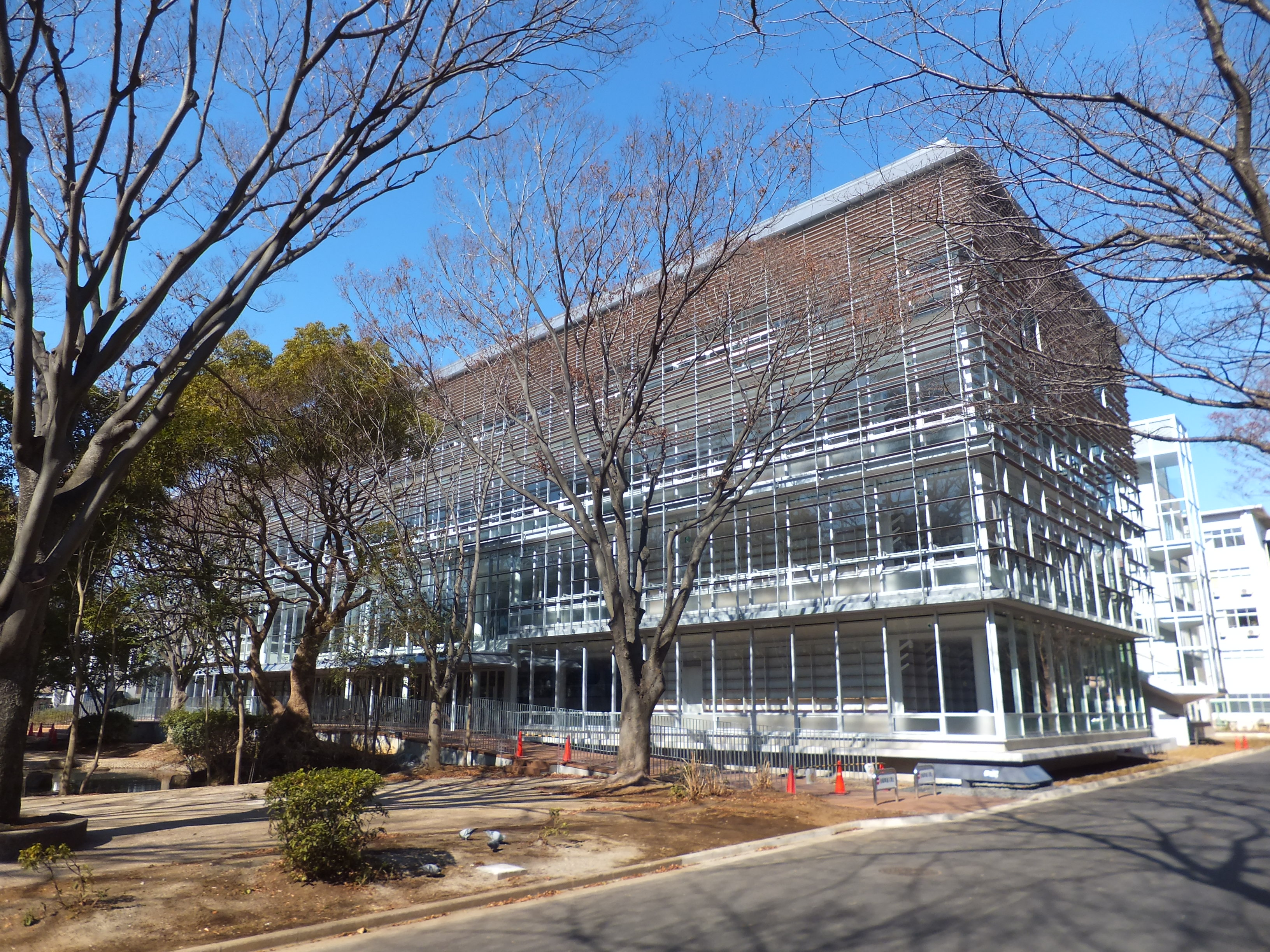
附属図書館本館（N棟）

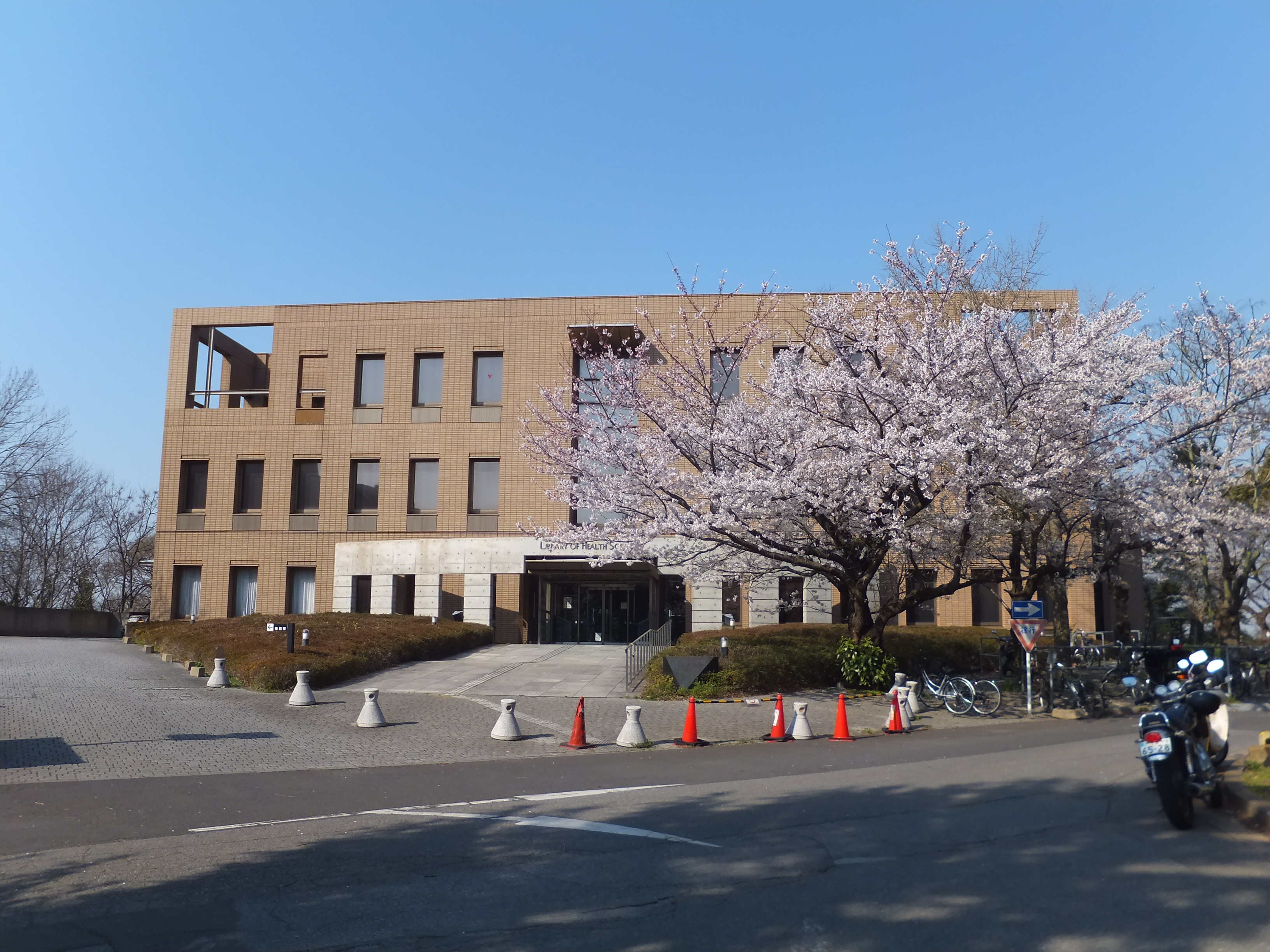
附属図書館亥鼻分館

  - 薬用資源教育研究センター、※薬学部附属薬用植物園 [47]
  - フランス式庭園、イギリス式庭園、イタリア式庭園（松戸キャンパス）
  - 環境健康フィールド科学センター、柏の葉薬用植物園[48]（柏の葉キャンパス）

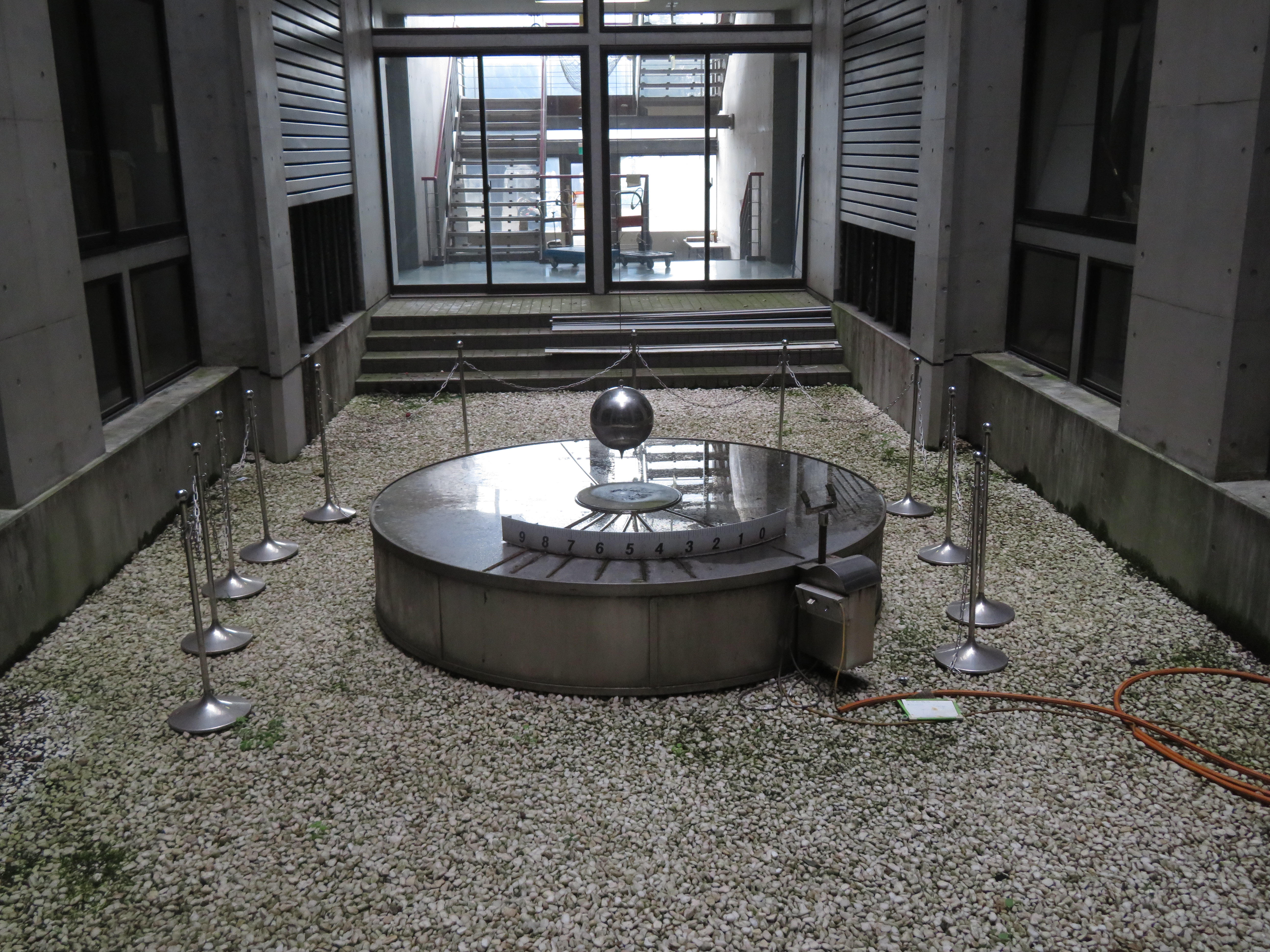
フーコーの振り子（サイエンスプロムナード）

  - 海洋バイオシステム研究センター水族館・こみなと水族館[49]（小湊実験場：千葉県鴨川市）

- 共同利用教育研究施設
  - 環境リモートセンシング研究センター[注 33]
  - 共用機器センター
  - 統合情報センター[注 34]
  - 先進科学センター
  - 普遍教育センター
  - 国際教育センター
  - 言語教育センター[注 35]
  - 薬用資源教育研究センター
  - フロンティア医工学センター
  - アカデミック・リンク・センター
  - ベンチャービジネスラボラトリー
  - アイソトープ実験施設
  - 真菌医学研究センター[注 36]※
  - バイオメディカル研究センター※
  - 社会精神保健教育研究センター[注 37]※
  - 未来医療教育研究センター[注 38]※
  - 再生治療学研究センター※
  - 子どものこころの発達教育研究センター[注 39]※
  - 予防医学センター[注 40]（柏の葉キャンパス）
  - 海洋バイオシステム研究センター[注 41]（小湊実験場：千葉県鴨川市、銚子実験場：千葉県銚子市）
  - 環境健康フィールド科学センター
    - 都市環境園芸農場（柏の葉地区：千葉県柏市）
    - 森林環境園芸農場（沼田地区：群馬県沼田市）
    - 海浜環境園芸農場（熱川地区：静岡県東伊豆町）
- 学部等附属の教育研究施設
  - 教育学部附属教員養成開発センター
  - 工学部附属創造工学センター
  - 工学研究科附属次世代モビリティパワーソース研究センター[注 42]
  - 理学研究科附属ハドロン宇宙国際研究センター[注 43]
  - 融合科学研究科附属分子キラリティー研究センター[注 44]
  - 看護学研究科附属看護実践研究指導センター[注 45]※
  - 看護学研究科附属専門職連携教育研究センター※
  - 医学薬学府附属薬用資源教育研究センター※
  - 医学研究院附属超高齢社会研究センター[注 46]※
  - 医学研究院附属動物実験施設※
  - 医学研究院附属法医学教育研究センター[注 47]※
  - 医学研究院附属クリニカル・スキルズ・センター[注 48]※
- 附属学校
  - 教育学部附属幼稚園
  - 教育学部附属小学校
  - 教育学部附属中学校
  - 教育学部附属特別支援学校（千葉市稲毛区長沼原町）
- 国際共同教育研究施設
  - 千葉大学・上海交通大学国際共同研究センター

### 研究

#### 21世紀COEプログラム
21世紀COEプログラムに、4件のプロジェクトが採択された。
- 2003年
革新的な学術分野
持続可能な福祉社会に向けた公共研究拠点
- 2004年
医学系
消化器扁平上皮癌の最先端多戦略治療拠点
日本文化型看護学の創出・国際発信拠点（実践知に基づく看護学の確立と展開）
数学・物理学・地球科学
超高性能有機デバイスフロンティア

#### グローバルCOEプログラム
グローバルCOEプログラムに、現在2件のプロジェクトが採択されている。
- 2008年
医学系
免疫システム統御治療学の国際教育研究拠点
数学・物理学・地球科学
有機エレクトロニクス高度化スクール

### 教育
- 特色ある大学教育支援プログラム
  - 2005年
    - 診断能力向上をめざす臨床医学教育の取組み

  - 2006年
    - 学生主体の環境マネジメントシステムの運営
- 教員養成推進プログラム
  - 2005年
    - 広域大学間連携による高度な教員研修の構築（共同申請）
    - プレ10・ポスト10教員研修プログラム（単独申請）
- 「魅力ある大学院教育」イニシアティブ
  - 2005年
    - 高度デザイン研究者養成プログラム
    - 地球診断学創成プログラム
    - 情報集積型医療創薬を担う若手研究者の育成

## 学生生活

### 大学祭
毎年10月末から11月初旬に、千葉大学の各キャンパスで行われている。

#### 千葉大祭（西千葉キャンパス）
千葉大学大学祭実行委員会主催による全学規模の大学祭。例年100以上のテント企画、50以上の部屋企画、ステージ発表やストリートパフォーマンスなど、千葉県内最大級の大学祭となっている。1963年の第1回千葉大祭から途切れることなく続いており、学内のみならず近隣住民の方をはじめとした幅広い年齢層の人々が参加している。

#### 亥鼻祭（亥鼻キャンパス）
亥鼻キャンパス（医学部・薬学部・看護学部）の大学祭。亥鼻での大学祭は1993年を境になくなってしまっていたが、2003年度に10年振りに復活した。医療関係の学部が集まるキャンパスでの大学祭であるだけに、医療に関わりのある人物をゲストに招いての講演会などの企画が開催されている。

#### 戸定祭（松戸キャンパス）
松戸キャンパス（園芸学部）の大学祭。学生が作った野菜や花の販売など、園芸学部の特徴を活かした模擬店や展示などが多い。

#### センター祭（柏の葉キャンパス）
柏の葉キャンパス（園芸学部）の大学祭。戸定祭同様、園芸学部の特徴を活かした模擬店や展示などが多い。

### 部活動・クラブ活動・サークル活動

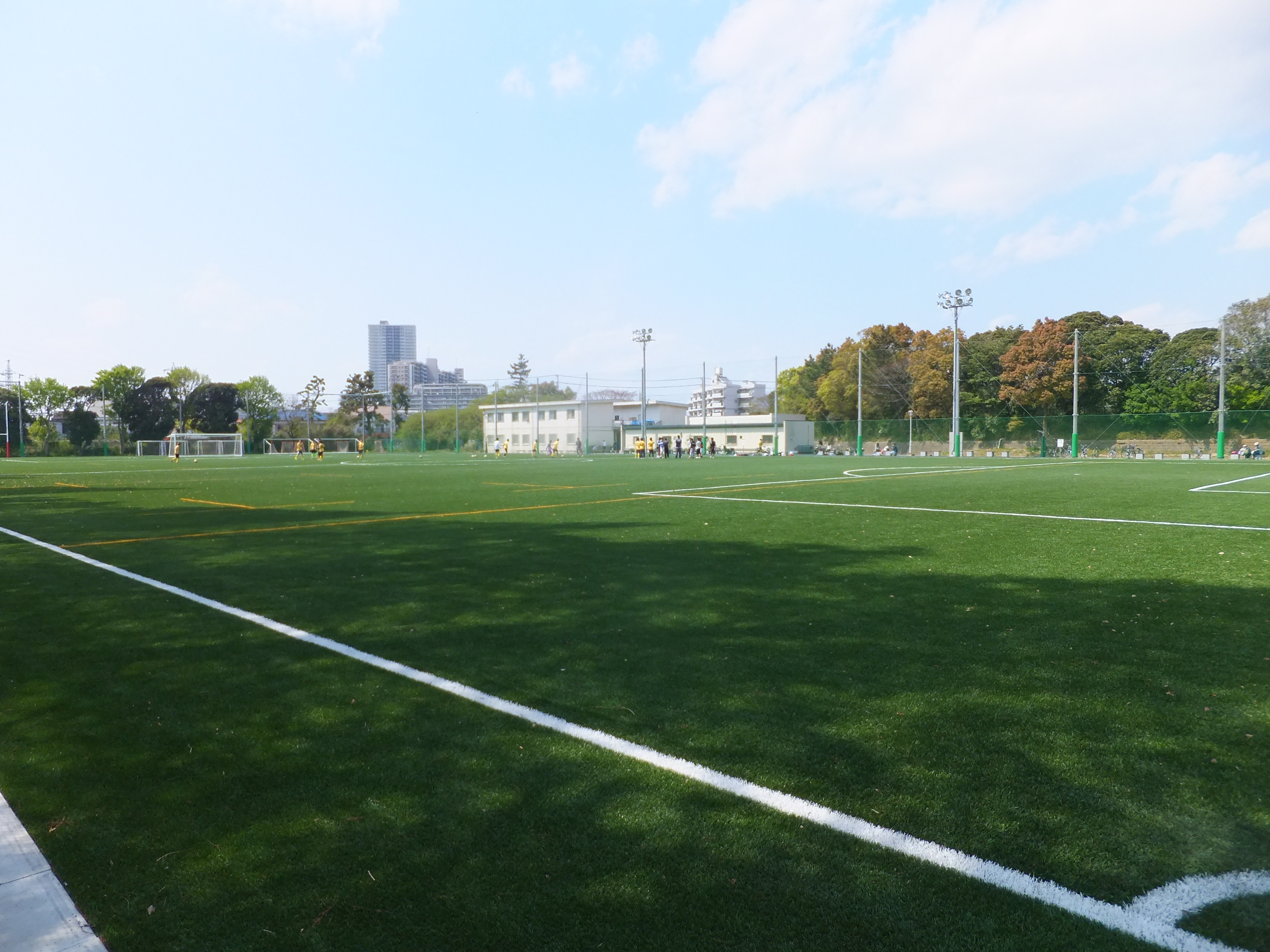
サッカー・ラグビー場

- 2014年8月時点、大学に団体届を提出している団体は体育会系サークル46団体、体育系サークル50団体、文化系サークル56団体、音楽系サークル20団体の計172団体存在し、それ以外にも大学非公認で活動しているサークルなどが多数存在している。
  - 教育学部の前身に当たる千葉師範学校は、水戸中学校（現在の茨城県立水戸第一高等学校）を破り、1923年夏の第12回全国中等学校優勝野球大会に千葉県勢としては初の甲子園出場を果たし、甲子園では一回戦敗退となったものの卒業生は全員教員となり、千葉県野球の底辺拡大に貢献している。
  - 全国の大学でも20校以下しか登録されていない（20233年時点）[53]セパタクロー倶楽部が大学の体育会系サークルとして活動しており、全日本大会でも準優勝をするなどの成績を上げている[54]。現セパタクロー日本代表がコーチとして指導しており、OBには日本代表選手も存在する[55]。
  - 医学部サッカー部は、関東医歯薬獣大学サッカーリーグ1部に所属しており、2014年度関東医歯薬獣大学サッカー春季リーグ優勝、第57回東日本医科学生総合体育大会優勝などの好成績を収めている。
  - 麻雀の大学日本一を決める、第19回青雀旗争奪全国大学対抗麻雀選手権大会（開催日：2014年11月16日）において、千葉大学麻雀部のペアが全国優勝を果たしている[56]。

## 大学関係者と組織

### 生活協同組合

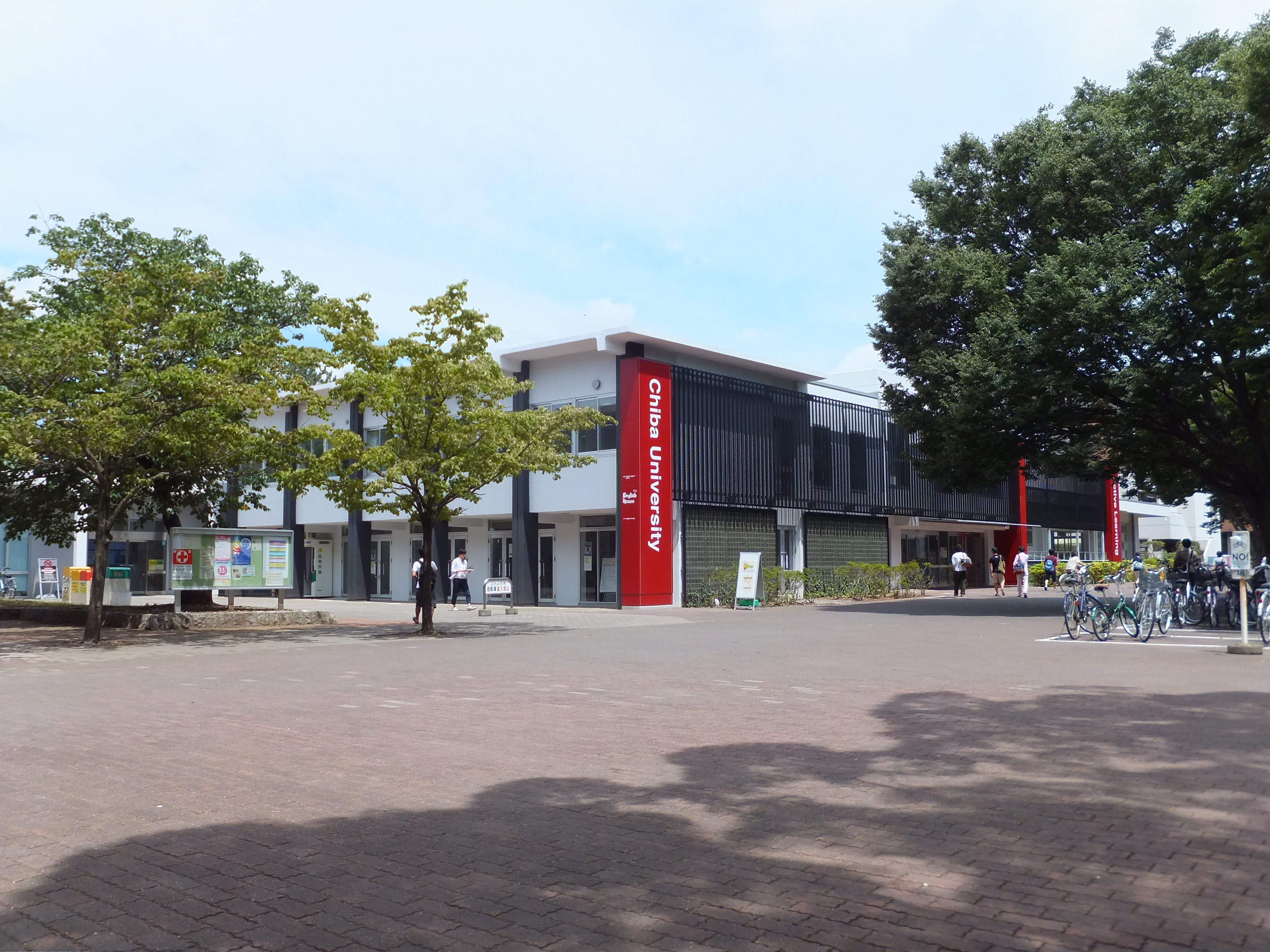
大学生協ライフセンターの入る総合学生支援センター

千葉大学には大学生協（正式名称：千葉大学生活協同組合）があり、各キャンパスに店舗（食堂や売店も含む）があり、サービスを提供している。また、千葉大学の学生から組織される、学生委員会（正式名称：千葉大学生協学生委員会、略称：JCK）も存在しており、生協の組合員に対して様々な企画やサービスを提供している。
2015年1月13日から23日までの期間、千葉大学生協ライフセンターにて、「単位」という文字の焼き印が押された「単位パン」を108円で販売した。Twitter上では、千葉大学生協公式アカウントの販売予告ツイートが1万人近くにリツイートやお気に入りがされるなど（2015年1月時点）話題になった。

### 同窓会組織
千葉大学には学部・学科・研究科毎に以下のような同窓会がある。
- 千葉大学文学部同窓会（文学部）
- 千葉大学教育学部同窓会（教育学部）
- 千葉大学法政経学部同窓会（法政経学部）
- 千葉大学理学部同窓会（理学部）
  - 千葉大学理学部数学・情報数理学科同窓会（理学部数学）
- 千葉大学医学部ゐのはな同窓会（医学部）
- 千葉大学薬友会（薬学部）
- 千葉大学看護学部同窓会（看護学部・看護学研究科）
- 千葉大学工学同窓会（工学部）
  - ARCHIBAU（都市・建築系学科）
  - 千葉大学意匠系同窓会（意匠系学科）
  - 千葉大学画像工学同窓会（画像工学系学科）
  - 菘の会（工学部化学系）
- 千葉大学園芸学部戸定会（園芸学部）
- 千葉大学大学院自然科学研究科同窓会（大学院自然科学研究科）
- 千葉大学法科大学院法曹会（千葉大学大学院法務専門研究科）

さらに、今までにあまり交流のなかった上記の学部同窓会を横にまとめることを目的として、全学の同窓会組織である千葉大学校友会が当時学長の磯野可一による発案で2002年に発足した。校友会SNSとして千葉大学校友会SNS「CURIO」が運営されている。
また、2009年6月11日には、産業経済界ならびにその関連分野において活躍する卒業生を中心に組織される、千葉大学経済人倶楽部「絆」が設立されている。

### 大学関係者一覧
2006年、ボビー・バレンタインが客員教授に、木場弘子が特命教授に任命された。

## 施設

### キャンパス
2004年度から、主要4キャンパス「西千葉、松戸、柏の葉、亥鼻（附属病院を除く）」において、環境マネジメントシステムの国際規格であるISO14001の認証を取得し、維持してきた。また、2013年12月13日には、日本品質保証機構を通じて、ISO50001の認証登録を取得した。これは、国立大学法人において全国初の認証取得となった。

#### 西千葉キャンパス

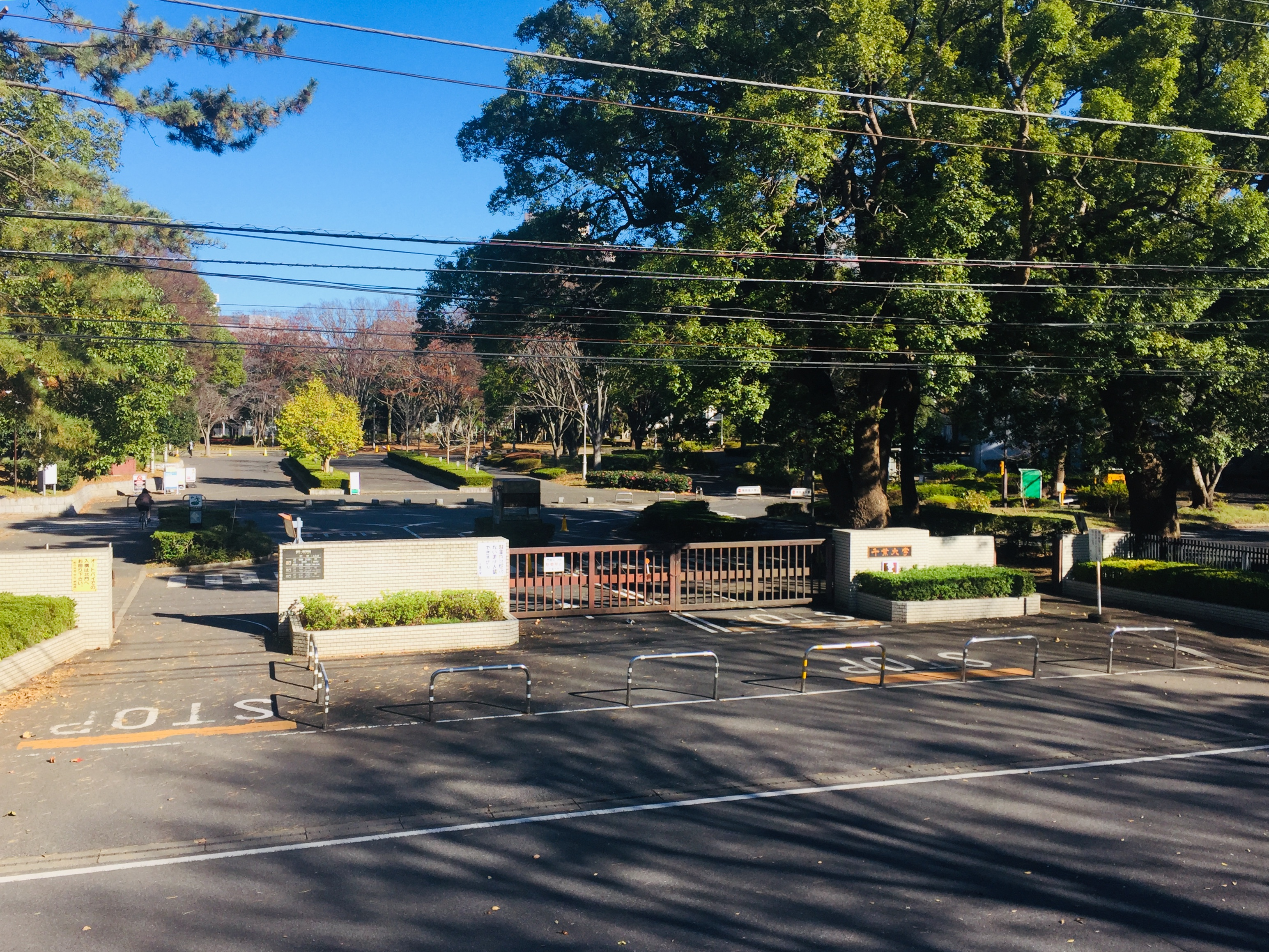
西千葉キャンパス正門

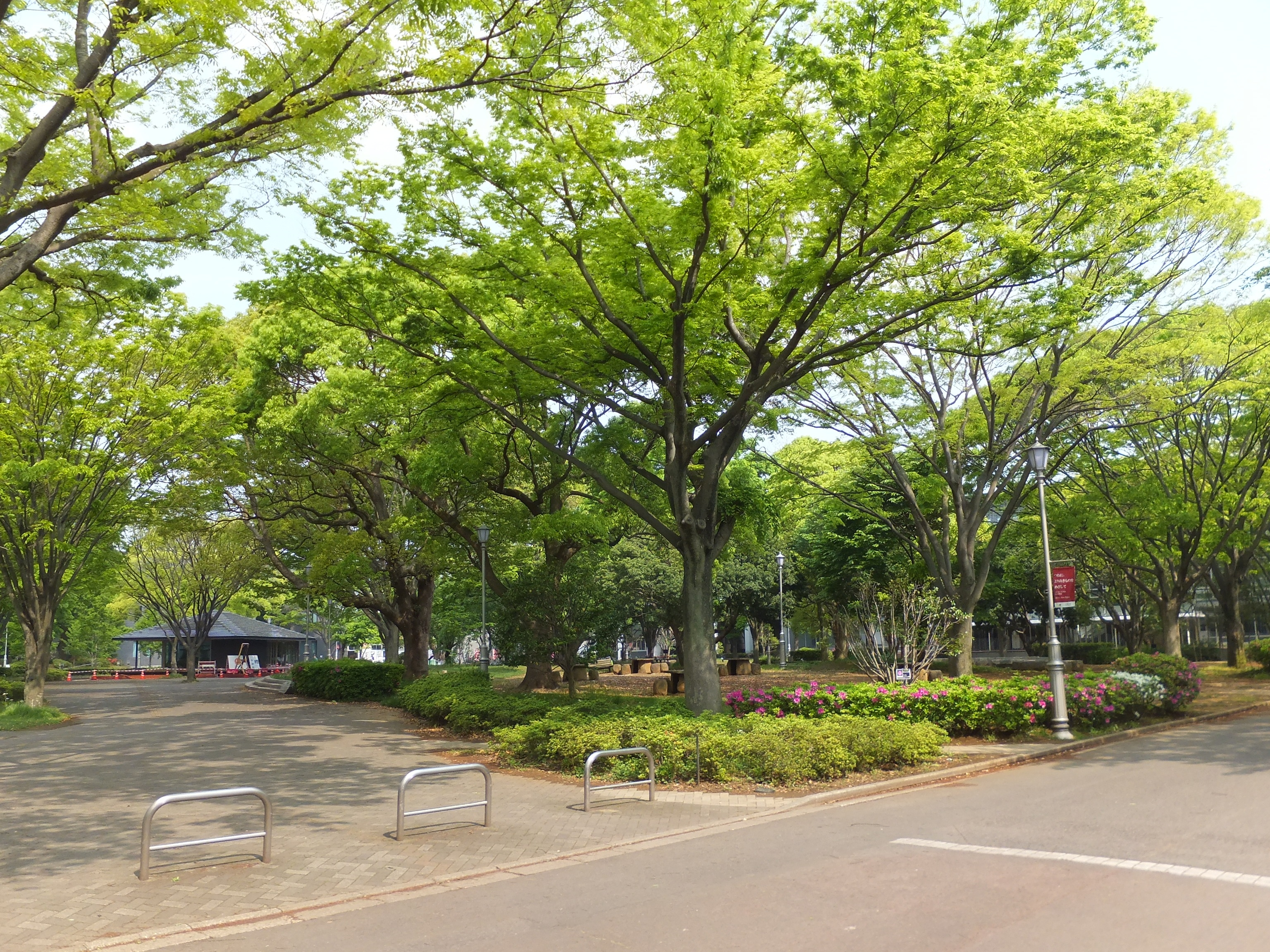
西千葉キャンパス（かたらいの森）

- 使用学部：国際教養学部、文学部、教育学部、法政経学部、理学部、工学部、情報・データサイエンス学部
- 使用研究科：教育学研究科、人文社会科学研究科、自然科学研究科、専門法務研究科、連合学校教育学研究科
- 使用附属施設：分析センター、先進科学研究教育センター など
- 交通アクセス：西千葉駅徒歩約1分、みどり台駅徒歩約7分

千葉大学の本部はこのキャンパスにある。開学当初は、教育学部は千葉市市場町に、教育学部分校が千葉県四街道市に、文理学部は千葉市小仲台に、工学部は千葉県松戸市岩瀬に点在していた典型的な蛸足大学であった。1962年に文理学部と教育学部が、1964年に工学部が西千葉キャンパスに移転し現在に至っている。また、1966年から2011年まで薬学部があった（現在でも薬学部百年記念館など一部薬学部の名が残る建物がある）。西千葉キャンパスは太平洋戦争前は陸軍用地であり、戦中・戦後は東京帝国大学第二工学部・生産技術研究所の敷地であった。そのため現在でも西千葉キャンパスの敷地に東京大学生産技術研究所の敷地が大きく食い込んでいる。

#### 亥鼻キャンパス
- 使用学部：医学部、薬学部、看護学部
- 使用研究科：医学研究院、薬学研究院、医学薬学府、看護学研究科
- 使用附属施設：医学部附属病院 など
- 交通アクセス：県庁前駅徒歩約12分、本千葉駅徒歩約14分、千葉中央駅徒歩約17分、千葉駅・京成千葉駅よりバスで約10分

戦前から千葉医科大学の敷地であった。薬学部は1960年代まで亥鼻地区にあったが、その後1966年に西千葉地区へ移転。
2011年9月に薬学部・薬学研究院の創立120年を記念して、西千葉キャンパスから亥鼻キャンパスへ再移転が完了した。

#### 松戸キャンパス
- 使用学部：園芸学部
- 使用研究科：園芸学研究科
- 使用附属施設：なし

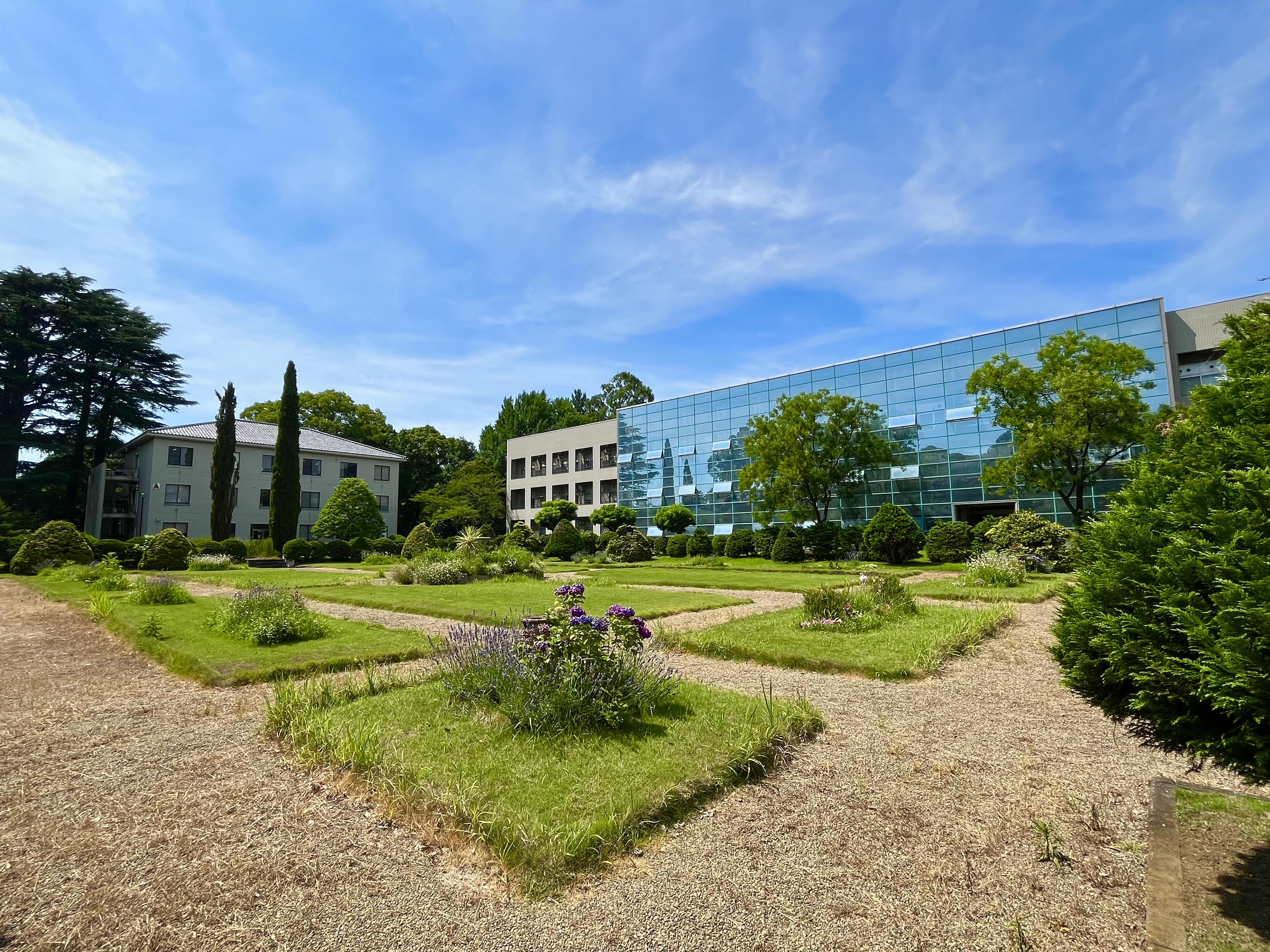
松戸キャンパス（フランス式庭園）

- 交通アクセス：松戸駅徒歩約15分、北国分駅徒歩約24分

園芸学部源流の千葉県立園芸専門学校の設置された東葛飾郡松戸町戸定丘（現・松戸市松戸）は、元々は千葉県立千葉中学校松戸分校（1901年創立、1906年廃止）の校地であった。同校地は、東葛飾郡会議員・山下寅吉が設立した私立松戸中学校に貸与されたが、同校も廃止となった（旧制中等教育学校の一覧 (千葉県)を参照）。この経緯から、千葉県立園芸専門学校には創設当初、私立松戸中学校の在校生を編入するための予科が設置されていた。戸定校地は、後身の千葉県立高等園芸学校・千葉高等園芸学校・千葉農業専門学校に引き継がれ、さらに新制千葉大学園芸学部の松戸キャンパスとなり、現在に至っている。
1884年（明治17年）、最後の水戸藩主である徳川昭武が、松戸の戸定が丘に戸定邸を建てて移り住み、その後、所有していた土地の多くを県立園芸専門学校に売却した歴史的背景から、園芸学部のキャンパスは戸定邸の敷地と隣接している。

#### 柏の葉キャンパス
- 使用学部：園芸学部
- 使用研究科：なし

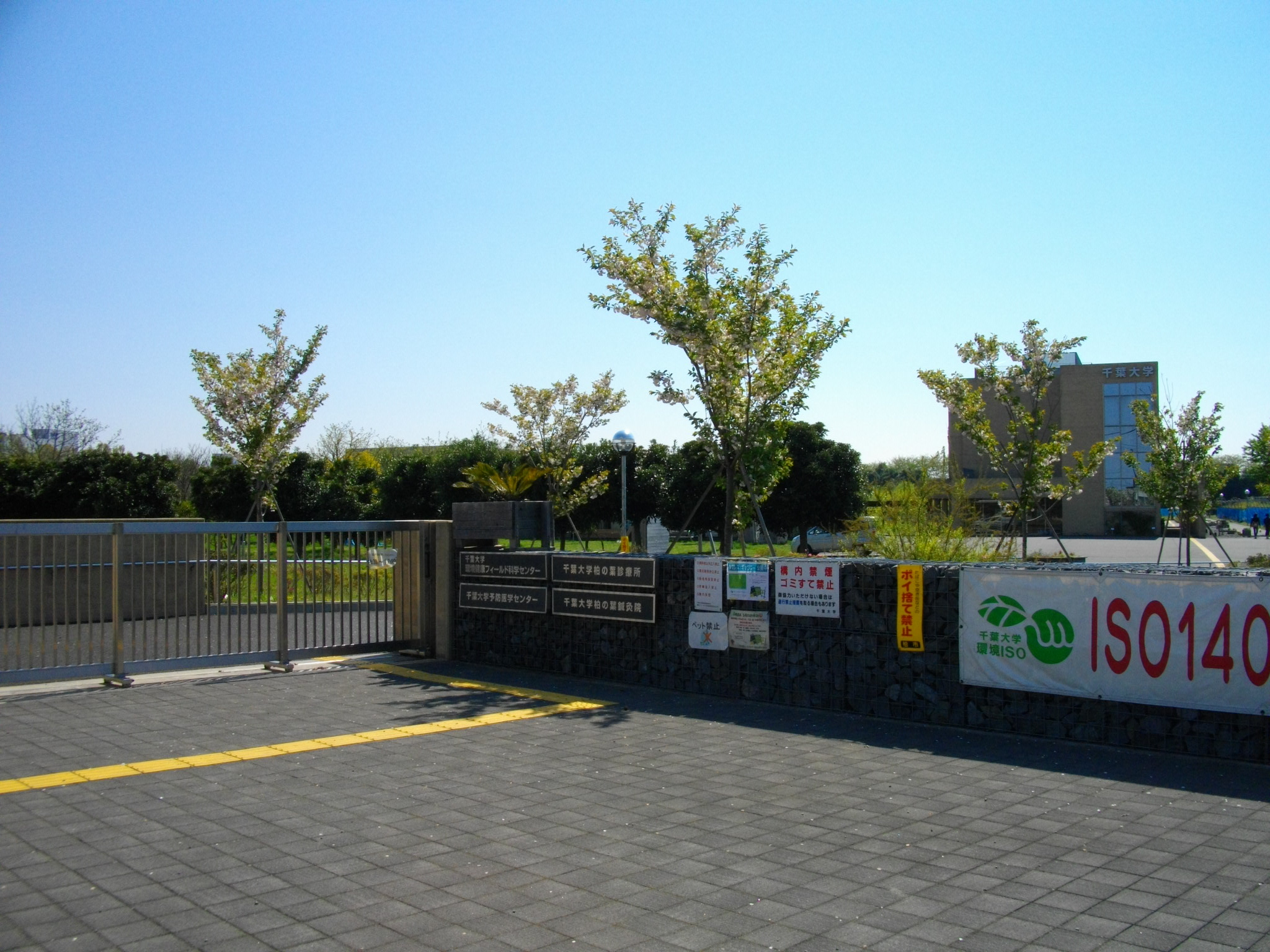
柏の葉キャンパス正門

- 使用附属施設：環境健康フィールド科学センター
- 交通アクセス：柏の葉キャンパス駅徒歩約5分

#### 美浜サテライトキャンパス
- 使用学部：全学部
- 使用研究科：
- 使用附属施設：
- 交通アクセス：稲毛海岸駅徒歩約15分、稲毛駅よりバス

2014年10月4日、「クリエイティブ・コミュニティ創成拠点・千葉大学」（平成25年度採択、文部科学省「地（知）の拠点整備事業（大学COC事業）」）の取り組みの一つとして、美浜区の海浜ニュータウンにある、廃校となった「旧高浜第二小学校」跡地に開校。地域の課題解決を図るため、地元住民、自治会、企業およびNPOと連携しながら、教育、研究、地域貢献に関する様々な地域貢献活動を行う活動拠点である。

#### 墨田サテライトキャンパス
- 使用学部：工学部
- 使用研究科：なし
- 使用附属施設：デザイン・リサーチ・インスティチュート
- 交通アクセス：小村井駅徒歩5分

### 学生寮
- 薫風寮（千葉市稲毛区小仲台6丁目33-8）
男女共寮（西千葉キャンパスの学部1・2年生）。個室100室（男子学生）、個室70室（女子学生）
- 雄翔寮（千葉市中央区亥鼻1丁目8-1）
男子寮（医学部生）。個室60室
- さつき寮（千葉市中央区亥鼻1丁目8-1）
女子寮（医学部・薬学部の3 - 6年生、看護学部の2 - 4年生）。個室32室
- 浩気寮（松戸市松戸648）
男女共寮（園芸学部）。4人部屋21室（男子学生）、2人部屋14室（女子学生）

#### 廃止された寮
- 稲毛寮（千葉市稲毛区小仲台6丁目33-1）
男子寮（西千葉キャンパスの学部1 - 4年生、大学院生）。2人部屋104室。2015年度をもって廃止
- 睦寮（千葉市稲毛区小仲台5丁目7-2）
女子寮（西千葉キャンパスの学部1 - 4年生）。2人部屋59室。2015年度をもって廃止
- 無名寮（千葉市稲毛区小仲台6丁目33-3）
男子寮（西千葉キャンパスの学部1 - 4年生、大学院生）。個室48室、2人部屋21室。2017年度をもって廃止

## 対外関係
カッコ内の年月日は協定や覚書を締結した日付。

### 大学発ベンチャー企業
- 自律制御システム研究所（ドローンの開発・販売、東証マザーズ上場）[62]
- セルジェンテック（遺伝子治療、創薬）[63]

### 地域活性化への連携・産学連携
地域活性化や地方創生をめざした地方自治体や企業などとの産学官連携のため千葉大学コミュニティ・イノベーションオフィス（OCI）を2015年に設立した。
2019年には、下記の協定提携以外に、千葉に縁がある企業8社と「地方創生戦略研究推進プラットフォーム」を創設した。鉄道各社（京成電鉄、小湊鉄道、東日本旅客鉄道千葉支社）とJTB総合研究所、千葉銀行・ちばぎん総合研究所、キッコーマン、米屋が参画している。同年には教育や学生教育を担う地方創生戦略研究教育推進センターを設けた。
2021年4月には学術研究・イノベーション推進機構（IMO）を設置。日本貿易振興機構（ジェトロ）を包括的連携協定を結んでIMO内に産学連携ジェトロデスクを置き、食や医療・健康分野などでの国際的な産学連携、千葉大発スタートアップ企業の海外進出をめざす。

### 地方自治体との協定
- 千葉市（平成22年2月4日）
広範囲な分野で相互に人的資源等を活用し、地域社会の発展と人材育成に寄与することを目的とした、包括的な連携協定。
- 柏市（平成23年10月19日）
広範囲な分野で相互に人的資源等を活用し、地域社会の発展と人材育成に寄与することを目的とした、包括的な連携協定。
- 松戸市（平成25年4月15日）
お互いの将来ビジョンを共有化するとともに、千葉大学、松戸市相互の窓口を一本化し、新たな学官連携や産学連携の事業化等を推進することを目的とした、包括的な連携協定。
- 市原市 (平成31年4月9日)
両者が包括的な連携のもとに、広範な分野で相互に人的資源等を活用し、地域社会の発展と人材の育成に寄与することを目的とした、包括的な連携協定[68]。

### 民間企業等との協定
- 千葉ロッテマリーンズ（平成18年4月11日）
千葉マリンスタジアムの利活用などで連携。
- ジェフユナイテッド市原・千葉（平成18年4月11日）
千葉大学に活動拠点づくりなどで連携。
- 千葉銀行（平成23年1月26日）
中小企業向け助成制度「ちばぎん・研究開発助成制度」。千葉銀行、千葉工業大学と連携した中小企業向け助成制度[69]。
- 京葉銀行（平成24年7月27日）
活力ある経済社会の形成および学術・文化の振興を目的とした連携を推進していくことを目的として包括的連携。
- 富士ゼロックス（平成30年3月2日）
富士ゼロックスの保有技術を開示したうえで研究テーマを共同で開拓する包括連携協定[70]。
- イオン（平成30年3月14日）
グローバル人材の育成など[71]。
- ZOZO (平成31年2月13日)
人的・知的資源の交流などを通して、学術・文化の振興と地域経済の活性化を図り、地域社会へ貢献することを目的とする包括的連携協定[72]

### 国内大学との協定
- 旧制六医科大学（他の5校は新潟大学、金沢大学、岡山大学、長崎大学、熊本大学。2013年3月6日）
「国立六大学包括的連携協定」千葉大学は上記の大学との間で、教育研究などの機能強化を目的とする包括協定を結び、連携コンソーシアムを設立した[73]。
- 放送大学学園と単位互換協定を結んでおり、多様な学習の機会が提供されている[74]。

### 国際機関等との協定
- 日本貿易振興機構（ジェトロ）アジア経済研究所（2008年11月1日）
「千葉大学との学術交流協定書」で、内容は「人的交流の実施」「情報・成果の交換」「共同研究と成果の普及」。

### 海外大学との協定
大学間交流協定は、41ヵ国270校と協定を結んでいる（2022年5月2日時点）。部局間交流協定は、32ヵ国 204校と協定を結んでいる（2022年7月26日時点）。学生交流協定は341校と協定を結んでいる（2023年1月26日時点）。

#### 大学間学生交流協定校
- 中国
  - 浙江大学
  - 浙江工業大学
  - 新疆師範大学
  - 上海交通大学
  - 湖南大学
  - 南京農業大学
  - 中国農業大学
  - 貴州大学
  - 中央民族大学
  - 清華大学
  - 安徽医科大学
  - 南京信息工程大学
  - 北京印刷学院
  - 杭州師範大学
  - 中国美術学院
  - 天津中医薬大学
  - 大連理工大学
  - 華東理工大学
  - 浙江工商大学
  - 電子科技大学
  - 烟台大学
  - 北京郵電大学
  - 北京林業大学
  - 中南大学
- 韓国
  - 延世大学校
  - 全北大学校
  - ソウル大学校
  - 朝鮮大学校
  - 金剛大学校
  - 亜洲大学校
  - 成均館大学校
  - 釜慶大学校
- 台湾
  - 南台科技大学
  - 東海大学 (台湾)
  - 国立成功大学
  - 国立台湾芸術大学
  - 国立清華大学
  - 国立台北教育大学
  - 国立交通大学
- タイ
  - カセサート大学
  - 泰日工業大学
  - アジア工科大学院
  - チュラーロンコーン大学
  - マヒドン大学
  - モンクット王工科大学トンブリー校
  - チュラボーン大学院大学
  - ラジャマンガラ工科大学タンヤブリ校
  - チェンマイ大学
- マレーシア
  - マルチメディア大学
  - サラワク大学
  - マラヤ大学
  - プトラ・マレーシア大学
- インドネシア
  - インドネシア大学
  - ガジャ・マダ大学
  - ウダヤナ大学
  - ハサヌディン大学
  - パジャジャラン大学
  - スラバヤ工科大学
  - ディポネゴロ大学
  - バンドン工科大学
  - ボゴール農科大学
  - インドネシア気象気候地球物理庁
- シンガポール
  - シンガポール工科デザイン大学 (SUTD)
- インド
  - インド情報技術大学ジャバルプール校
- ベトナム
  - ノンラム大学
  - インターナショナル大学
- カンボジア
  - 王立プノンペン大学
- フィリピン
  - フィリピン大学ロスバニョス校

- オーストラリア
  - RMIT大学（ロイヤルメルボルン工科大学）
  - オーストラリア国立大学
  - モナシュ大学
  - シドニー大学
- ニュージーランド
  - マッセー大学
- ドイツ
  - ルプレヒト・カール大学ハイデルベルク
  - ゲオルク・アウグスト大学ゲッティンゲン
  - デュッセルドルフ大学
  - ライプツィヒ大学
  - ケルン応用科学大学
  - ローゼンハイム応用科学大学
  - ドレスデン応用科学大学
  - ベルリン自由大学歴史・文化学部
- ハンガリー
  - デブレツェン大学
- スウェーデン
  - リンショーピング大学
- スペイン
  - ハイメ1世大学
  - サラマンカ大学
- スイス
  - スイス連邦工科大学
  - ベルン応用科学大学
- フィンランド
  - セイナヨキ応用科学大学
  - 東フィンランド大学
  - アールト大学科学技術校
  - アールト大学芸術デザイン校
  - ラップランド大学
  - タンペレ工科大学
  - ユヴァスキュラ大学
- フランス
  - パリ・デザイン大学
  - ストレート大学
  - パリ東大学
  - レンヌ第一大学
  - CNRS・コンピエーニュ工科大学
  - ESIGELECルーアン工学学校
  - ナント大西洋デザイン大学
  - ラサール・ボーヴェ工科大学-ESITPA
- イタリア
  - 工業デザイン大学ローマ校 (ISIA)
  - ミラノ工科大学
- イギリス
  - グラスゴー美術学校
- ポルトガル
  - IADE（ビジュアルアート・デザイン・マーケティング）
- ギリシャ
  - テッサロニキ・アリストテレ大学
- トルコ
  - アクデニズ大学
  - イスタンブール工科大学
  - イリディズ工科大学
- ロシア
  - 国立ロシア人文大学
  - 国立研究大学高等経済学院
  - モスクワ国立大学
  - リャザン国立大学
- エジプト
  - カイロ大学
- パナマ
  - パナマ工科大学
  - パナマ大学
- アメリカ合衆国
  - ニューヨーク州立大学ストーニーブルック校
  - イリノイ大学シカゴ校
  - アラバマ大学（タスカルーサ校）
  - ウィスコンシン大学ミルウォーキー校
  - シンシナティ大学
  - ニュースクール大学
  - パデュー大学 カルメット校
- カナダ
  - アルバータ大学
  - プリンスエドワードアイランド大学
- メキシコ
  - ヴェラクルス大学
  - モンテレイ大学
  - パンアメリカン大学
  - アグアスカリエンテス自治大学
  - モンテレイ工科大学

## 社会との関わり

### 園芸学部移転問題
東京大学生産技術研究所千葉実験所の移転計画により、東京大学側から約9haにわたる跡地購入を打診され、千葉大学側はここに園芸学部移転の検討を進めている。結論は2009年3月までに東京大学側に伝えられる予定だったが、移転により広大な緑地を失いかねないとして地元住民の反対が根強く、松戸市議会も「移転凍結を求める決議」を採択するなど、千葉大学側に移転しないよう要望しているため結論が出なかった。2009年4月15日に行われた移転に反対する住民との懇談会で、千葉大学側から「夏までには東京大学側に回答する」との談話が出ている。2009年7月7日に大学は臨時役員会を開き、東京大学生産技術研究所跡地を購入しないことを正式に決定する。これにより、園芸学部移転は白紙となった。理由として、移転費用の財源確保ができないためとされ、仮に移転した場合、園芸学部用地と環境健康フィールド科学センターの所在する柏の葉キャンパス用地を売却したとしても大幅な赤字が予想されるためとしている。
2010年（平成22年）5月18日、千葉大学園芸学部にて「戸定が丘の歴史と環境を守る松戸市民の会」の設立総会が開催され、移転問題の中心となって活動していた「千葉大学園芸学部の移転に反対する市民の会」から名称が変わり、千葉大学園芸学部周辺地域を指す戸定が丘地域一帯の価値を高める団体となっている。

### 不祥事
- 2007年（平成19年）に英会話学校講師を殺害したとして、2009年（平成21年）園芸学部の学生が逮捕・追起訴された[80][81]。詳細は「リンゼイ・アン・ホーカー殺人事件」を参照。
- 2014年（平成26年）4月に埼玉県朝霞市の当時中学生の少女を誘拐した上、2016年（平成28年）3月まで2年にわたる監禁生活を続けたとして、工学部在籍で4年生の男子学生が埼玉県警に逮捕された[82]。詳細は「朝霞少女監禁事件」を参照。
- 2016年（平成28年）医学部の学生ら4人が、飲み会に参加した女性を酩酊させた上で、集団強姦する事件が発生した[83]。加害者の一人は千葉大学医学部附属病院の研修医であった[84]。大学側は同学部生3人を放学処分とし、研修医は懲戒解雇としたほか、千葉地方裁判所は、被告の元医学部5年の男Aに準強姦罪で懲役3年・執行猶予5年、同医学部5年の男Bに懲役3年、元医学部5年の男Cに懲役4年、元研修医の男に準強制わいせつ罪で懲役2年・執行猶予3年の判決を下した[85]。なお、男Bは控訴している。

## 企業からの評価

### 人事担当者からの評価
- 2021年日本経済新聞社と日経HRが実施した、「企業の人事担当者からみたイメージ調査」[86]（全上場企業と一部有力未上場企業4,850社の人事担当者を対象に、2019年4月から2021年3月までの間に採用した学生から見た大学のイメージなどを聞いた調査）において、同大学は、「全国総合」で788大学[87]中、第18位[86]にランキングされた。
- 2022年日本経済新聞社と日経HRが実施した、「人事が見る大学イメージ調査」[88]（2022年2月時点の全ての上場企業と一部有力未上場企業の人事担当者を対象に、採用した学生から見た大学のイメージなどを聞いた調査）において、千葉大学は、「関東・甲信越」で第4位[86]にランキングされた[89]。